# ガンダムシリーズの登場人物一覧
ガンダムシリーズの登場人物一覧（ガンダムシリーズのとうじょうじんぶついちらん）は、アニメ『機動戦士ガンダム』をはじめとする「ガンダムシリーズ」に登場する、架空の人物の一覧である
ガンダムシリーズでは複数名前を持つ人物も存在するがこの記事ではそれぞれ別個に記載する。

## 『機動戦士ガンダム』（宇宙世紀）シリーズ
ここには、宇宙世紀を世界観とする舞台に登場する人物を挙げる。

### 機動戦士ガンダム
ここには、テレビアニメおよびアニメーション映画『機動戦士ガンダム』の登場人物を挙げる。小説版『機動戦士ガンダム』シリーズ（1〜3巻）にのみ登場する人物は含まれない。
地球連邦軍
登場人物に関しては機動戦士ガンダムの登場人物 地球連邦軍及び個別に作成されている記事を参照。
- アントニオ・カラス
- ウッディ・マルデン
- エルラン
- カミラ
- コーリン
- ゴップ
- ジュダック
- シン
- セキ
- ティアンム
- テム・レイ
- マチルダ・アジャン
- モスク・ハン
- レビル
- リード
- ワッケイン

地球連邦軍（第13独立部隊）
- アムロ・レイ
- オスカ・ダブリン
- オムル・ハング
- カイ・シデン
- カツ・ハウィン
- カル
- キッカ・キタモト
- キムラ
- サンマロ
- ジョブ・ジョン
- スレッガー・ロウ
- セイラ・マス（アルテイシア・ソム・ダイクン）
- タムラ
- パオロ・カシアス
- ハヤト・コバヤシ
- ハロ
- バロ
- ハワド
- バンマス
- フムラウ
- ブライト・ノア
- フラウ・ボゥ
- マーカー・クラン
- マクシミリアン
- マサキ
- ミライ・ヤシマ
- リュウ・ホセイ
- レツ・コ・ファン
- ロウル

ジオン公国軍
登場人物に関しては機動戦士ガンダムの登場人物 ジオン公国軍 (あ行-さ行)、機動戦士ガンダムの登場人物 ジオン公国軍 (た行-わ行)及び個別に作成されている記事を参照。
- アサクラ
- ガデム
- カヤハワ
- カンプ
- キシリア・ザビ
- ギャル
- ギレン・ザビ
- ククルス・ドアン
- クワラン
- ケージ
- コワル
- コンスコン
- サスロ・ザビ（本編未登場）
- ジオン・ズム・ダイクン
- ジョイス
- ジンバ・ラル
- セシリア・アイリーン
- ゼナ・ザビ
- ソル
- ダルシア・バハロ
- デギン・ソド・ザビ
- ドズル・ザビ
- トレノフ・Y・ミノフスキー
- トワニング
- ナルス・ザビ（本編未登場）
- バロム
- フランシィ
- フラナガン
- マイヤー
- マグ
- ミネバ・ラオ・ザビ
- ラコック
- リオ・マリーニ
- ロス

ジオン公国軍（シャア・アズナブル少佐旗下）
- クラウン
- コム
- ゴロ
- ジーン
- ジェイキュー
- シャア・アズナブル（キャスバル・レム・ダイクン、エドワウ・マス）
- スレンダー
- デニム
- ドレン
- フィックス
- マチュウ

ジオン公国軍（シャア・アズナブル大佐旗下）
- シムス・アル・バハロフ
- シャリア・ブル
- デミトリー
- トクワン
- バタシャム
- マリガン
- ララァ・スン

ジオン公国軍（マッドアングラー隊）
- 赤鼻
- イワノフ
- カラハ
- キャリオカ
- クラフト
- コーカ・ラサ
- ゴダール
- コノリー
- ジッタル
- フラナガン・ブーン
- ボラスキニフ
- マーシー
- マジソン
- ラムジ
- リー・ホワン

ジオン公国軍（ランバ・ラル大尉旗下）
- アコース
- イリューシン
- ギーン
- クラウレ・ハモン
- クランプ
- コズン・グラハム
- サグレド
- ステッチ
- ゼイガン
- タチ
- トルガン
- マイル
- ミサキ
- ランバ・ラル

ジオン公国軍（マ・クベ大佐旗下）
- ウラガン
- オルテガ（黒い三連星）
- ガイア（黒い三連星）
- クリンク
- デラミン
- バイス
- ヘイブ
- マーチ
- マ・クベ
- マッシュ（黒い三連星）
- ラング

ジオン公国軍（ガルマ・ザビ大佐旗下）
- ガバラ
- ガルマ・ザビ
- ゲビル
- コム
- ダロタ
- バイソン
- バムロ
- ハンブル
- ビービ

民間人・その他
登場人物に関しては機動戦士ガンダムの登場人物 民間人を参照。
- イセリナ・エッシェンバッハ
- エッシェンバッハ
- カマリア・レイ
- カムラン・ブルーム
- クム
- コーリー
- コミリー
- コミリーの母（おばさん）
- ジル・ラトキエ
- スミス
- タチ
- チヨ
- ファム・ボゥ
- フラウ・ボゥの祖父
- ペルガミノ
- ペルシア
- ペロ
- ミハル・ラトキエ
- ミリー・ラトキエ
- ロラン・チュアン

#### モビルスーツバリエーション（MSV）
ここには、プラモデル企画『モビルスーツバリエーション』の登場人物を挙げる。登場人物に関してはモビルスーツバリエーションの登場人物を参照。
地球連邦軍
- ギャリー・ロジャース
- フランシス・バックマイヤー

ジオン公国軍
- アルフレディーノ・ラム
- イアン・グレーデン
- エリオット・レム
- エリック・マンスフィールド
- カーミック・ロム
- ギャビー・ハザード
- キリー・ギャレット
- サイラス・ロック
- ジェラルド・サカイ
- ジョニー・ライデン
- シン・マツナガ
- トーマス・クルツ
- ビリー・ウォン・ダイク
- フランク・ベルナール
- フレデリック・クランベリー
- マサヤ・ナカガワ
- マルロ・ガイム
- ロイ・グリンウッド
- ロバート・ギリアム

#### MS-X
ここには、プラモデル企画『MS-X』の登場人物を挙げる。登場人物に関してはモビルスーツバリエーションの登場人物#MS-Xを参照。
地球連邦軍
- デン・バザーク

ジオン公国軍
- ダル

#### 機動戦士ガンダム 戦略戦術大図鑑
ここには、書籍『機動戦士ガンダム 戦略戦術大図鑑』の登場人物を挙げる。登場人物に関しては機動戦士ガンダム 戦略戦術大図鑑の登場人物を参照。
地球連邦軍
- サミュエラ
- シャルル・キッシンガム
- ダグラス・ベーダー
- テキサン・ディミトリー
- テネス・A・ユング
- デリス・ハノーバー
- ハインツ・ベア
- パウルス
- バッフェ
- ビク・ハボクック
- フランクリン・ノボトニー
- マイーア・パゾク
- ミヤ・サミエック
- リド・ウォルフ
- ロドニー・カニンガン
- ロン・コウ

ジオン公国軍
- エーリッヒ・ハルトマン
- キリング・J・ダニガン
- グレニス・エスコット
- ジョン・クエスト
- ノルディット・バウアー
- ブレニフ・オグス
- ヘルムート・ルッツ
- ロイ・ジューコフ

#### GUNDAM THE RIDE
ここには、劇場アトラクション『GUNDAM THE RIDE』の登場人物を挙げる。
地球連邦軍
- アダム・スティングレイ
- アブ・ダビア
- アヤ・スワンポート
- ジャック・ベアード
- トーマス
- ヘンケン・ベッケナー

### 機動戦士ガンダム（その他の作品）

#### 機動戦士ガンダム CROSS DIMENSION 0079 死にゆく者たちへの祈り
ここには、コンピュータゲーム『機動戦士ガンダム CROSS DIMENSION 0079』の登場人物を挙げる。
地球連邦軍
- サナ・ニマ
- ダバ・ソイ
- ノクト・ガディッシュ
- ボルク・クライ

ジオン公国軍
- サキ・グラハム
- ヘンリー・ブーン
- マーチン・ハガー
- レイ・ハミルトン
- レスタ・キャロット

#### 機動戦士ガンダム外伝 THE BLUE DESTINY
ここには、コンピュータゲーム『機動戦士ガンダム外伝 THE BLUE DESTINY』の登場人物を挙げる。
地球連邦軍
- アルフ・カムラ
- エミリー・バウアー・マイスター（漫画版のみ）
- サマナ・フュリス
- ジェームズ（小説版のみ）
- パク（小説版、漫画版のみ）
- フィリップ・ヒューズ
- モーリン・キタムラ
- ユウ・カジマ
- ロゴージン（小説版のみ）

ジオン公国軍
- アブラハム（漫画版のみ）
- グロス（漫画版のみ）
- ニムバス・シュターゼン
- レイバン（漫画版のみ）

フラナガン機関
- クルスト・モーゼス
- マリオン・ウェルチ

#### 機動戦士ガンダム外伝 コロニーの落ちた地で…
ここには、コンピュータゲーム『機動戦士ガンダム外伝 コロニーの落ちた地で…』の登場人物を挙げる。
地球連邦軍
- アニタ・ジュリアン
- スタンリー・ホーキンス
- バックス・バック
- ボブ・ロック
- マクシミリアン・バーガー
- マスター・ピース・レイヤー
- レオン・リーフェイ

ジオン公国軍
- アリソン・ハニガン（小説版のみ）
- ヴィッシュ・ドナヒュー
- ウォルター・カーティス
- エイドリアン（小説版のみ）
- 逆木（サカキ）（小説版のみ）
- 三枝（サエグサ）（小説版のみ）
- ジョコンダ・ウィリス（小説版のみ）
- タイソン（小説版のみ）
- ティナ・デュバル（小説版のみ）
- ニアーライト（小説版のみ）
- マヤ・コイズミ（小説版のみ）
- ユライア・ヒープ（小説版のみ）

#### ガンダムバトルオンライン
ここには、コンピュータゲーム『ガンダムバトルオンライン』の登場人物を挙げる。
地球連邦軍
- ウィル・フレッド
- バーラム・トライバル
- リサ・プリスキン

ジオン公国軍
- ウォルフ・ランサム
- ネディ・アエージャ
- ノルド・ランゲル

#### ジオニックフロント 機動戦士ガンダム0079
ここには、コンピュータゲーム『ジオニックフロント 機動戦士ガンダム0079』の登場人物を挙げる。
地球連邦軍
- エイガー
- サカキ（小説版のみ）

ジオン公国軍
- ゲラート・シュマイザー
- サンドラ
- シャルロッテ・ヘープナー
- ソフィ・フラン
- ニッキ・ロベルト
- マット・オースティン
- マニング
- リィ・スワガー
- ル・ローア
- レンチェフ

#### 機動戦士ガンダム戦記 Lost War Chronicles
ここには、コンピュータゲーム『機動戦士ガンダム戦記 Lost War Chronicles』の登場人物を挙げる。
地球連邦軍
- アニー・ブレビック
- アニッシュ・ロフマン
- ジョン・コーウェン
- ノエル・アンダーソン
- マット・ヒーリィ（小説版、漫画版のみ）
- ラリー・ラドリー
- レーチェル・ミルスティーン

ジオン公国軍
- ウォルター・カーティス（小説版のみ）
- ガースキー・シノビエフ
- クローディア（小説版のみ）
- クロード（小説版のみ）
- ケン・ビーダーシュタット（小説版、漫画版のみ）
- ジェイク・ガンス
- ジェーン・コンティ
- ダグラス・ローデン
- メイ・カーウィン
- ユウキ・ナカサト

#### 機動戦士ガンダム外伝 宇宙、閃光の果てに…
ここには、コンピュータゲーム『機動戦士ガンダム めぐりあい宇宙』及び漫画・小説『機動戦士ガンダム外伝 宇宙、閃光の果てに…』の登場人物を挙げる。
地球連邦軍
- アニー・ブレビック（小説版、漫画版のみ）
- キルスティン・ロンバート
- フォルド・ロムフェロー
- ミユ・タキザワ
- ルース・カッセル

ジオン公国軍
- ギュスター・パイパー
- ノルド・ランゲル（漫画版、小説版のみ）
- マレット・サンギーヌ（漫画版、小説版のみ）
- ユイマン・カーライル
- リリア・フローベール

#### 機動戦士ガンダム戦記
ここには、コンピュータゲーム『機動戦士ガンダム戦記』及び漫画『機動戦士ガンダム戦記U.C.0081-水天の涙-』の登場人物を挙げる。
地球連邦軍
- カマル・クマル
- ゴドウィン・ダレル
- シェリー・アスリン（タチアナ・デーア）
- ハイメ・カルモナ
- ヒュー・カーター
- ボブ・ロック
- マオ・リャン
- ユーグ・クーロ
- ロブ・ハートレイ

ジオン公国軍
- アイロス・バーデ
- エリク・ブランケ
- オットー・アイヒマン
- グスタ・エーベル
- クリスト・デーア
- ヒルダ・ニーチェ
- フィリーネ・エステル
- ブリッツ・バウアー
- ロルフ・アーレンス

#### 機動戦士ガンダム スピリッツオブジオン
ここには、アーケードゲーム『機動戦士ガンダム スピリッツオブジオン』の登場人物を挙げる。
ジオン公国軍
- カート・ラズウェル
- ロビン・ブラッドジョー

地球連邦軍
- セバスチャン・クリエ
- タカシ・キタモト
- ナオ・ジェシカ・パーカー
- バリー・バルザリー
- ファレル・イーハ

#### 機動戦士ガンダム MS戦線0079
ここには、コンピュータゲーム『機動戦士ガンダム MS戦線0079』の登場人物を挙げる。
地球連邦軍
- アラン・アイルワード
- デニス・バロウ
- ホア・ブランシェット
- リル・ソマーズ

ジオン公国軍
- アン・フリーベリ
- クラウス・ベルトラン
- トルド・ボブロフ
- レオ・ブラウアー

#### 機動戦士ガンダム クライマックスU.C.
ここには、コンピュータゲーム『機動戦士ガンダム クライマックスU.C.』及び漫画『機動戦士ガンダム クライマックスU.C. 紡がれし血統』の登場人物を挙げる。
第一世代
- エレン・ロシュフィル
- カムナ・タチバナ
- ザック・ウィンザー （漫画版のみ）
- シャーリー・ラムゼイ
- ナギサ・フローリン
- ニシバ・タチバナ （漫画版のみ）
- パミル・マクダミル

第二世代
- エイギス・ヴェラクルス
- シュン・タチバナ（シュテイン・バニィール）（名前は漫画版にのみ設定）
- ナナ・タチバナ （名前は漫画版にのみ設定）

#### 機動戦士ガンダム　宇宙のイシュタム
ここには、漫画『機動戦士ガンダム 宇宙のイシュタム』の登場人物を挙げる。
ジオン公国軍
ムサイ級ルーチュ所属ストレット隊
- エリザ・ヘブン伍長
- ストレット少尉
- ルンゴ・ブラッキュ中尉

その他
- クラン・C少尉
- ウンナ大尉

地球連邦軍
マゼラン級トーチタス
- イライザ・オロマ中佐
- ウィッシュ上等兵
- キム曹長
- ケイモス・サト曹長
- サカキ少尉
- ナダ・チノミ中尉
- フォリーナ
- フュゼ副長
- ルナ
- アン曹長

その他
- シロー・アマダ
- ティアンム中将
- テリー・サンダースJr.

民間人
コロニー公社
- ゼイン
- ザジル
- ザビオ
- トウコ
- ヒロ
- ライア

#### Developers 機動戦士ガンダム Before One Year War
ここには、漫画『Developers 機動戦士ガンダム Before One Year War』の登場人物を挙げる。
ホシオカ工場
- オバちゃん
- おじいちゃん
- ゲンザブロウ・ホシオカ
- ミオン・ホシオカ
- ヤス・ニシカワ

ジオニック
- エリオット・レム
- テオ・パジトノフ

ジオン公国
- ギレン・ザビ

#### 魔法の少尉ブラスターマリ
ここには、漫画『魔法の少尉ブラスターマリ』の登場人物を挙げる。
ジオン公国軍
- マリコ・スターマイン(ブラスターマリ)
- マイケル・スターマイン
- 赤い彗星のひと(キャスバル・レム・ダイクン)

民間人
- メアリ・ハートレー
- バン・スターマイン
- ダイ・スターマイン

#### Gの影忍
ここには、漫画『Gの影忍』の登場人物を挙げる。
忍/機動忍軍
- リョウガ
- 星雲斎
- スザク
- サジリ
- ワキ
- 不死身のクグツ
- 苦念坊
- 死念坊
- タロウザ
- 幻舟
- 槍の斬牙
- ヒュウガ
- 九尾
- 十文字
- コウリュウ
- アシュラ
- シビト
- スイコ
- 猿（ましら）三兄弟
- 尾張のアカギ
- 不動のオガミ
- 飛翔鬼ヤシャ
- 風神
- 雷神
- ミミザル
- ハナザル
- メザル

ジオン公国軍
- 軍曹
- エマリー
- ハウエル
- シンプソン
- デギン・ソド・ザビ

ネオ・ジオン
- シャア・アズナブル

その他
- リクオー
- 加代

#### 機動戦士ガンダム サンダーボルト
ここには、漫画及びWebアニメ『機動戦士ガンダム サンダーボルト』の登場人物を挙げる。
地球連邦軍
- イオ・フレミング
- クローディア・ペール
- コーネリアス・カカ
- グラハム
- チバ
- ビアンカ・カーライル
- ビンセント・パイク
- モニカ・ハンフリー

ジオン公国軍
- ダリル・ローレンツ
- フーバー
- ショーン・ミダテラ
- フィッシャー・ネス
- レイトン
- カーラ・ミッチャム
- J・J・セクストン
- バロウズ
- クライバー
- ビリー・ヒッカム
- セバスチャン

南洋同盟
- レヴァン・フウ
- チャウ・ミン

### 機動戦士ガンダム0080 ポケットの中の戦争
ここには、OVA『機動戦士ガンダム0080 ポケットの中の戦争』の登場人物を挙げる。登場人物に関しては機動戦士ガンダム0080 ポケットの中の戦争の登場人物を参照。
地球連邦軍
- クリスチーナ・マッケンジー
- スチュアート
- ディック・ルムンバ

ジオン公国軍
- キリング
- フォン・ヘルシング
- ルーゲンス

ジオン公国軍（サイクロプス隊）
- アンディ・ストロース
- ガブリエル・ラミレス・ガルシア
- ハーディ・シュタイナー
- バーナード・ワイズマン
- ミハイル・カミンスキー

民間人・その他
- アルフレッド・イズルハ
- イームズ・イズルハ
- チェイ
- チャーリー
- テルコット
- ドロシー
- ミチコ・イズルハ

### 機動戦士ガンダム 第08MS小隊
ここには、OVA『機動戦士ガンダム 第08MS小隊』の登場人物を挙げる。また劇場版『機動戦士ガンダム 第08MS小隊 ミラーズ・リポート』やエピローグ『機動戦士ガンダム 第08MS小隊 ラスト・リゾート』、本OVAに付随したCDドラマの登場人物も含む。登場人物に関しては機動戦士ガンダム 第08MS小隊の登場人物を参照。
地球連邦軍
- アリス・ミラー
- イーサン・ライヤー
- エレドア・マシス
- カレン・ジョシュワ
- コジマ
- サリー
- ジェイコブ
- ジダン・ニッカード
- ジョニー・ナカミゾ
- シロー・アマダ
- テリー・サンダースJr.
- マイク
- ミケル・ニノリッチ
- ロブ

ジオン公国軍
- アイナ・サハリン
- アス
- ギニアス・サハリン
- シンシア
- デル
- トップ
- ニエーバ
- ノリス・パッカード
- バリー
- ボーン・アブスト
- マサド
- ユーリ・ケラーネ
- ルネン

民間人・その他
- キキ・ロジータ
- 少女（キキ）
- 少年A（サンダース）
- 少年B（エレドア）
- 隊長（シロー）
- チビ
- ネスカ・コールマン
- ノッポ
- バレスト・ロジータ
- ヒゲ
- 双子（カレン / ミケル）
- マリア

### 機動戦士ガンダム MS IGLOO
ここには、OVA『機動戦士ガンダム MS IGLOO』の登場人物を挙げる。登場人物に関しては機動戦士ガンダム MS IGLOOの登場人物を参照。
ジオン公国軍
- アルベルト・シャハト
- アレクサンドロ・ヘンメ
- ヴェルナー・ホルバイン
- エーリッヒ・クリューガー
- エルヴィン・キャディラック
- オッチナン・シェル
- オリヴァー・マイ
- ジャン・リュック・デュバル
- ジーン・ザビエル
- デメジエール・ソンネン
- ドメニコ・マルケス
- ヒデト・ワシヤ
- フランツ・プラント
- フリードリッヒ・カッテル
- ヘルベルト・フォン・カスペン
- マルティン・プロホノウ
- モニク・キャディラック
- ユルゲン・ヘプナー

地球連邦軍
- フェデリコ・ツァリアーノ

### 機動戦士ガンダム MS IGLOO2
ここには、OVA『機動戦士ガンダム MSイグルー2 重力戦線』の登場人物を挙げる。登場人物に関しては機動戦士ガンダム MSイグルー2 重力戦線の登場人物を参照。
地球連邦軍
- アリーヌ・ネイズン
- ドロバ・クズワヨ
- ハーマン・ヤンデル
- パパ・シドニー・ルイス
- ベン・バーバリー
- ミケーレ・コレマッタ
- ミロス・カルッピ
- レイバン・スラー

ジオン公国軍
- エルマー・スネル
- クライド・ベタニー

### 機動戦士ガンダム0083 STARDUST MEMORY
ここには、OVA『機動戦士ガンダム0083 STARDUST MEMORY』の登場人物を挙げる。本OVAに付随したCDドラマの登場人物も含む。登場人物に関しては機動戦士ガンダム0083 STARDUST MEMORYの登場人物及び個別に作成されている記事を参照。
地球連邦軍
- アクラム・ハリダ
- アリスタイド・ヒューズ
- アルファ・A・ベイト
- アロイス・モズリー
- イワン・パサロフ
- ウィリアム・モーリス
- エイパー・シナプス
- コウ・ウラキ
- グリーン・ワイアット
- サウス・バニング
- ジーン・コリニー
- ジャクリーヌ・シモン
- ジャミトフ・ハイマン
- ジョン・コーウェン
- ステファン・ヘボン
- チャック・キース
- チャップ・アデル
- ディック・アレン
- ナカッハ・ナカト
- バスク・オム
- ピーター・スコット
- ベルナルド・モンシア
- マーネリ
- モーラ・バシット
- ラバン・カークス

ジオン公国軍
- アサクラ

デラーズ・フリート
- アダムスキー
- アナベル・ガトー
- ヴィリィ・グラードル
- ウォルフガング・ヴァール
- エギーユ・デラーズ
- カリウス・オットー
- クルト
- ゲイリー
- ケリィ・レズナー
- シーマ・ガラハウ
- デトローフ・コッセル
- ドライゼ
- ノイエン・ビッター
- ボブ

アクシズ（ネオ・ジオン）
- ハマーン・カーン
- ユーリー・ハスラー

民間人（アナハイム・エレクトロニクス含む）
- オサリバン
- クレナ・ハクセル
- ニック・オービル
- ニナ・パープルトン
- ポーラ・ギリッシュ
- ラトーラ・チャプラ
- ルセット・オデビー

#### 機動戦士ガンダム ファントム・ブレット
ここには、雑誌企画『機動戦士ガンダム ファントム・ブレット』の登場人物を挙げる。
地球連邦軍
- ジャック・ベアード

ジオン公国軍
- 教授
- タグ
- フランシー・ベルドー

### 機動戦士Ζガンダム
ここには、テレビアニメおよびアニメーション映画『機動戦士Ζガンダム』の登場人物を挙げる。登場人物に関しては機動戦士Ζガンダムの登場人物及び個別に作成されている記事を参照。
エゥーゴ
- アストナージ・メドッソ
- アブ・ダビア（小説版、劇場版のみ）
- アポリー・ベイ
- アンナ・ハンナ
- エマ・シーン
- カツ・コバヤシ
- カミーユ・ビダン
- クム
- クワトロ・バジーナ
- サエグサ
- サマーン
- シーサー
- シンタ
- トーレス
- トラジャ・トラジャ
- トリッパー
- ハサン
- バッチ
- ハロ
- ファ・ユイリィ
- ブライト・ノア
- ブレックス・フォーラ
- ヘンケン・ベッケナー
- ボティ
- マナック
- ロベルト

カラバ
- アムロ・レイ
- ハヤト・コバヤシ
- ベルトーチカ・イルマ

ティターンズ/地球連邦軍
- アジス・アジバ
- アドル・ゼノ
- カクリコン・カクーラー
- ガディ・キンゼー
- カラ
- キッチマン
- ゲーツ・キャパ
- サラ・ザビアロフ
- ジェリド・メサ
- シドレ
- ジャマイカン・ダニンガン
- ジャミトフ・ハイマン
- ソラマ
- ダンケル・クーパー
- ディーバ・バロ
- テダム
- チャン・ヤー
- バスク・オム
- パプテマス・シロッコ
- ヒルダ・ビダン
- フォウ・ムラサメ
- フランクリン・ビダン
- ブラン・ブルターク
- ベン・ウッダー
- ホリィ
- マウアー・ファラオ
- マサダ
- マトッシュ
- ヤザン・ゲーブル
- ライラ・ミラ・ライラ
- ラムサス・ハサ
- レコア・ロンド
- ローレン・ナカモト
- ロザミア・バタム

アクシズ（ネオ・ジオン）
- ハマーン・カーン
- ミネバ・ラオ・ザビ

民間人・その他
- ウォン・リー
- カイ・シデン
- キッカ・コバヤシ（キッカ・キタモト）
- ステファニー・ルオ
- セイラ・マス
- チェーミン・ノア
- ハサウェイ・ノア
- フラウ・コバヤシ（フラウ・ボゥ）
- ミライ・ノア（ミライ・ヤシマ）
- レツ・コバヤシ（レツ・コ・ファン）

#### ガンダム新体験 グリーンダイバーズ
ここには、劇場アニメーション作品『ガンダム新体験 グリーンダイバーズ』の登場人物を挙げる。
民間人
- アサギ・ブリッグス
- タクヤ・ブリッグス

#### ガンダム・センチネル
ここには、雑誌企画『ガンダム・センチネル』の登場人物を挙げる。
地球連邦軍（α任務部隊）
- イートン・F・ヒースロウ
- シグマン・シェイド
- ジョン・グリソム
- シン・クリプト
- ストール・マニングス
- チュン・ユン
- テックス・ウェスト
- リョウ・ルーツ
- ロバート・オルドリン

ニューディサイズ
- ジョッシュ・オフショー
- トッシュ・クレイ
- ドレイク・パーシュレイ
- ファスト・サイド
- ブライアン・エイノー
- ブレイブ・コッド

アクシズ（ネオ・ジオン）
- トワニング
- マイク・サオトメ

民間人・その他
- カイザー・パインフィールド

#### ADVANCE OF Ζ ティターンズの旗のもとに
ここには、雑誌企画『ADVANCE OF Ζ ティターンズの旗のもとに』の登場人物を挙げる。
ティターンズ・テスト・チーム
- ウェス・マーフィー
- エリアルド・ハンター
- エリンケ・ハモンド
- オードリー・エイプリル
- オットー・ペデルセン
- カール・マツバラ
- ケイト・ロス
- ジョナサン・コーエン
- トーマス・シュレーダー
- ピート・シェルトン
- ヘンドリック・ネス
- レイチェル・サンド

旧ジオン公国軍残党
- カザック・ラーソン
- ガブリエル・ゾラ
- ヒルデガルド・スコルツェニー
- ヘルマン・キルマイヤー
- ショーター

地球連邦軍
- オルトヴァン・ジェスール
- ゼルキン
- テオドロ・ウルバーニ
- マキシム・グナー
- ロベルト・ベルナルド

地球連邦軍法務局
- エディー・サウスウェル
- ゲオルギー・ミルコフ
- コンラッド・モリス
- ジョアンナ・パブロア
- ジョン・ゴードン
- ペドロ・メンドーサ

民間人・その他
- マイケル・チャン
- リュウ・キシリマ

#### 機動戦士ガンダム C.D.A. 若き彗星の肖像
ここには、漫画『機動戦士ガンダム C.D.A. 若き彗星の肖像』の登場人物を挙げる。
アクシズ（穏健派、強硬派含む）
- アンディ（アポリー・ベイ）
- ジェシカ・ディアス（ジェーン）
- シャア・アズナブル（クワトロ・バジーナ）
- スミレ・ホンゴウ
- ナタリー・ビアンキ
- ハインツ・ヴェーベルン
- ハマーン・カーン
- マハラジャ・カーン
- リカルド・ヴェガ（ロベルト）
- エンツォ・ベルニーニ
- エンリケ・ムニョス
- ダリオ・サンティ
- ファビアン・フリシュクネヒト
- マルコ・ベッキオ
- モニカ・バルトロメオ
- ヤヨイ・イカルガ
- ラカン・ダカラン

ジオン独立同盟
- イリーナ・レスコ
- エーベルハルト・リヒター
- オクサーナ・ボギンスカヤ
- カイザス・M・バイヤー
- カムジ
- ナナイ・ミゲル
- ビョルン・エスティル

地球連邦軍（ティターンズ、エゥーゴ含む）
- ガディ・キンゼー
- グリーン・ワイワット
- シーサー
- ジーン・コリニー
- ジャミトフ・ハイマン
- ジョルジョ・ミゲル
- ティアゴ
- トーレス
- バスク・オム
- ブレックス・フォーラ
- ベン・ウッダー
- ヘンケン・ベッケナー
- ライラ・ミラ・ライラ
- ラウノ

民間人・その他
- カミーユ・ビダン
- キャラ・スーン
- ゴットン・ゴー
- マ・クベ
- マシュマー・セロ
- ララァ・スン

#### 機動戦士ガンダム エコール・デュ・シエル
ここには、漫画及び小説『機動戦士ガンダム エコール・デュ・シエル』の登場人物を挙げる。
エコール
- アスナ・エルマリート
- エミル・フォクトレンダー
- エリシア・ノクトン
- ケリー・シグネット
- シン・バルナック
- フォルマ・ガードナー
- ヤハギ・フランジバック
- リナィ

旧ジオン公国軍残党
- アキラ
- トーマス
- フランシス
- マリー・アルベルティア
- ユーナ
- ロルフ・ベルガー

エゥーゴ/アナハイム・エレクトロニクス
- ゴーロ
- ジャック・ベアード
- ソフィー・フェレル
- タラカン・コンブラン
- ナタリー・フェリセッタ
- マークス・オーツカ
- ミハエル・アカレッテ
- ベルナルド・フェレ
- ヘンゼル・ビノッケル
- ヨーゼフ・コルデラット
- レイラ・シングレックス

ティターンズ
- トゥール
- ハンク・ライアン

民間人・その他
- アルパ・ラウ
- ハルカ・エルマリート

#### 機動戦士ゼータガンダム1/2
ここには、漫画『機動戦士ゼータガンダム1/2』の登場人物を挙げる。
カラバ
- エドガー・エドモンド・スミス
- アムロ・レイ（影武者）

ティターンズ/地球連邦軍
- カン・ウー
- フランクリン・ビダン
- バスク・オム
- ウォルナック
- ウモン・サモン

民間人・その他
- シシリア・マディン

### 機動戦士ガンダムΖΖ
ここには、テレビアニメ『機動戦士ガンダムΖΖ』の登場人物を挙げる。登場人物に関しては機動戦士ガンダムΖΖの登場人物及び個別に作成されている記事を参照。
エゥーゴ
- アストナージ・メドッソ
- イーノ・アッバーブ
- エマリー・オンス
- エル・ビアンノ
- クム
- シーサー
- ジュドー・アーシタ
- シンタ
- トーレス
- ハヤト・コバヤシ（カラバ）
- ビーチャ・オーレグ
- ファ・ユイリィ
- ブライト・ノア
- ミリィ・チルダー
- メッチャー・ムチャ
- モンド・アガケ
- リィナ・アーシタ
- ルー・ルカ

ネオ・ジオン
- アマサ・ポーラ
- アリアス・モマ
- イリア・パゾム
- エイン
- エルピー・プル
- オウギュスト・ギダン
- キャラ・スーン
- クレイユ・オーイ
- グレミー・トト
- ゴットン・ゴー
- サトウ
- ダナ・キライ
- ダニー
- デル
- デューン
- ニー・ギーレン
- ネル・マーセン
- ハマーン・カーン
- パンパ・リダ
- ビアン
- ビーツ
- プルツー
- マガニー
- マシュマー・セロ
- ミネバ・ラオ・ザビ
- ユラー・ジャミコ
- ラカン・ダカラン
- ランス・ギーレン
- ワイム

旧ジオン公国軍残党・ロンメル部隊
- デザート・ロンメル
- カラハン
- ニキ

アフリカ解放戦線・青の部隊
- エロ・メロエ
- ガデブ・ヤシン
- ディドー・カルトハ

民間人・その他
- アヌ
- カミーユ・ビダン
- ゲモン・バジャック
- サラサ・ムーン
- ジュネ・コク
- スタンパ・ハロイ
- セシリア
- セイラ・マス
- ダマール
- タマン
- チマッター
- マサイ・ンガバ
- ヤザン・ゲーブル
- ラサラ・ムーン
- ルチーナ・レビン
- ロイ・レビン

#### 機動戦士ガンダムΖΖ外伝 ジオンの幻陽
ここには、漫画『機動戦士ガンダムΖΖ外伝 ジオンの幻陽』の登場人物を挙げる。
ネオ・ジオン
- フェアトン・ラーフ・アルギス

エゥーゴ/カラバ
- ケイ・キリシマ
- スパルナ・キャリバン
- バーン・フィクゼス
- メッチャー・ムチャ

地球連邦軍
- ホワイト
- ヨハン・ウィステリア
- リア・ウィンディ

ティターンズ
- エンケラドゥス・ガイスト

#### ダブルフェイク アンダー・ザ・ガンダム
ここには、漫画『ダブルフェイク アンダー・ザ・ガンダム』の登場人物を挙げる。
モノトーン・マウス社
- アイン・グレイフィールド
- ダリー・ニエル・ガンズ
- チェリィ・チノ・ローゼス

地球連邦軍
- アルバ・ダグルト
- アンティケ・ブリュワール
- イベラ・ツギム
- ウィントン・マルサリス
- オッド・フェルド
- シィド・フュエル
- スティア・フレドリアツキ
- タケシ・カザキ
- ドーシー・ビワイド
- マキ・イトウ
- ミカヨ・ツギム

カラード
- アルヴェニシカ・キースト
- エルデスコ・バイエ
- ディーマッド
- ナック・ラジャン
- フォニオ・ラジャン・アシク
- フォムン・ロフト
- ヤン・クリーク

ネオ・ジオン
- イリア・パゾム
- ジェダ・ジースカロート
- シン・ワタナベ
- シンシア・ハース
- タウ・ワタナベ

#### 機動戦士VS伝説巨神 逆襲のギガンティス
ここには、漫画『機動戦士VS伝説巨神 逆襲のギガンティス』の登場人物を挙げる。
地球連邦軍
- アムロ・レイ
- シマ・八丈（シマ・ハチジョウ）
- ジュドー・アーシタ
- 鉄面皮（てつめんぴ）

ネオ・ジオン
- シャア・アズナブル
- ヒトーリン
- ミネバ・ラオ・ザビ

その他
- カイ・シデン
- 無限力（むげんちから）
- ヨシユキ・トミノ（名前のみ登場）

### 機動戦士ガンダム 逆襲のシャア
ここには、アニメーション映画『機動戦士ガンダム 逆襲のシャア』の登場人物を挙げる。登場人物に関しては機動戦士ガンダム 逆襲のシャアの登場人物を参照。
地球連邦軍（ロンド・ベル）
- アストナージ・メドッソ
- アムロ・レイ
- アンナ
- ケーラ・スゥ
- チェーン・アギ
- トゥース
- ハロ
- ブライト・ノア
- メラン

地球連邦政府
- アデナウアー・パラヤ
- カムラン・ブルーム
- ジョン・バウアー（本編未登場）

ネオ・ジオン
- カイザス・M・バイヤー
- クェス・パラヤ（クェス・エア）
- ギュネイ・ガス
- シャア・アズナブル
- ナナイ・ミゲル
- ホルスト・ハーネス
- ライル
- レズン・シュナイダー

民間人・その他
- オクトバー・サラン
- チェーミン・ノア
- ハサウェイ・ノア
- ミライ・ノア（エンドクレジットではミライ・ヤシマ）

#### ガイア・ギア
ここには、小説『ガイア・ギア』の登場人物を挙げる。登場人物に関してはガイア・ギアの登場人物を参照。
メタトロン（ズィー・ジオン・オーガニゼーション）
- アザリア・パリッシュ
- アフランシ・シャア
- アン・マーサン
- エミール・ルーサ
- キムリー・ブラウス
- クラッカワ・ナカガ
- クリシュナ・パンデント
- グレン・コールディル
- ケイネス・ブレン
- ケラン・ミード
- ケンセスト・ベイレン
- サエス・コンスーン
- ジャック・ブルーム
- ジョー・スレン
- セゴビィ・ミラン
- セシアス・ジィギス
- トット・ゲーリング
- ニアス・ケイン
- バアム・ゼーゲン
- ハタナ・ノムソザキ
- ブノア・ロジャック
- ヘイラル・ハルメル
- ボーズ・ガルチェ
- マーガレット・レーン
- マドラス・カリア
- ミランダ・ハウ
- メスラー・デッケン
- メッサー・メット
- メンム・ケイレン
- レエ・セイアス
- レーザム・スタック
- ミッシェル・エーケン
- ムラソコ
- ロドリゲス・カロス

メタトロン（ユーロ・メタトロン）
- キュレ・オウレボ
- クロスハンゼン・スティンスリード
- ピョル・スタッフ

地球連邦軍（マハ）
- ウル・ウリアン
- ガミアン・ヘーゲリック
- ギュラーム
- コンスタン・ペルケーネ
- ジェラン・アルサ
- シムナウ・アーバン
- ジョナサン・リーヴ
- ツィ・イェンガン
- ハリー・スェームズ
- ビジャン・ダーゴル
- マリーサ・ナジス
- レイラ・セイバー

地球連邦軍（ホンコン・マハ）
- ウォン・ロー
- ジャンウェン・フー
- チョウ
- リィホアウォン（麗華黄）
- リン
- レイ・チャン
- ロウ燕

民間人・その他
- エヴァリー・キー
- エントー・シスメシア
- カサン・ムース
- ガバ・スー
- キャリ・ハウ
- グレン
- グロリア
- ジェームス
- トルース・シュトロンガー
- ヤン教授

レジスタンス
- ジャコブ・ベルハーレン
- ピエトロ
- ファレス・デ・ミンネ
- ミハエル・キンゼイ

#### 機動戦士ガンダム 閃光のハサウェイ
ここには、小説『機動戦士ガンダム 閃光のハサウェイ』の登場人物を挙げる。
マフティー・ナビーユ・エリン
- イラム・マサム
- エメラルダ・ズービン
- カウッサリア・ゲース
- ガウマン・ノビル
- クワック・サルヴァー
- ケリア・デース
- ゴルフ
- シベット・アンハーン
- ジュリア・スガ
- ハーラ・モーリー
- フェンサー・メイン
- ブリンクス・ウェッジ
- ヘンドリックス・ハイヨー
- マクシミリアン・ニコライ
- マフティー・ナビーユ・エリン（ハサウェイ・ノア）
- ミツダ・ケンジ
- ミヘッシャ・ヘンス
- レイモンド・ケイン
- ローウェスト・ハインリッヒ
- ロッド・ハイン

地球連邦軍/地球連邦政府
- オノレ・バレストリエーリ
- キンバレー・ヘイマン
- ゲイス・ヒューゲスト
- ケネス・スレッグ
- シーゲン・ハムサット
- スタッグ・メインザー
- ハンドリー・ヨクサン
- ブライト・ノア
- フランシン・バクスター
- ヘレナ・マクガバン
- マルガリータ
- ミネッチェ・ケスタルギーノ
- メジナウム・グッゲンハイム
- リチャード・クレッシェンド
- レーン・エイム

民間人・その他
- アマダ・マンサン
- カーディアス・バウンデンウッデン
- ギギ・アンダルシア
- チャング・ヘイ
- ファビオ・リベラ
- メイス・フラゥワー
- ミライ・ノア

### 機動戦士ガンダムUC
ここには、小説及びOVA『機動戦士ガンダムUC』の登場人物を挙げる。
地球連邦軍（ロンド・ベル）
- アンナ・ハナン
- オットー・ミタス
- ジョナ・ギブニー
- ソートン
- ダリル・マッギネス
- ナイジェル・ギャレット
- ノーム・バシリコック
- ハサン
- バナージ・リンクス
- ブライト・ノア
- ホマレ
- ボラード
- ミヒロ・オイワッケン
- メラン
- リディ・マーセナス
- レイアム・ボーリンネア
- ワッツ・ステップニー

地球連邦軍（エコーズ）
- ギャリティ
- コンロイ・ハーゲンセン
- ダグザ・マックール
- ナシリ・ラザー

地球連邦軍（宇宙軍）
- マセキ・ダンバエフ

地球連邦軍（海軍）
- アディ
- 艦長
- ゲノン
- 水測長

地球連邦軍（上層部）
- テッド・チェレンコフ
- マウリ

地球連邦政府（移民問題評議会）
- ローナン・マーセナス
- パトリック・マーセナス

ネオ・ジオン残党軍（フル・フロンタル旗下）
- アンジェロ・ザウパー
- キュアロン・マスカ
- セルジ・ヘルファー
- ヒル・ドーソン
- フル・フロンタル

ネオ・ジオン残党軍（ガランシェール隊）
- アイバン
- アレク
- ギルボア・サント
- クワニ
- サボア
- スベロア・ジンネマン
- トムラ
- フラスト・スコール
- ベッソン
- マリーダ・クルス
- ミネバ・ラオ・ザビ（オードリー・バーン）

ネオ・ジオン残党軍（ガーベイ家）
- アッバス・ガーベイ
- マハディ・ガーベイ
- ロニ・ガーベイ
- ワリード・ガーベイ

ジオン残党兵
- ヨンム・カークス
- キャンドル

ジオン共和国軍
- ギリガン・ユースタス
- ケイマン
- ホーギー
- モナハン・バハロ

ビスト財団
- アルベルト・ビスト
- カーディアス・ビスト
- ガエル・チャン
- サイアム・ビスト
- マーサ・ビスト・カーバイン

民間人・その他（アナハイム・エレクトロニクス含む）
- アーロン・テルジェフ
- カイ・シデン
- シンシア・マーセナス
- ダイナーの主人
- タクヤ・イレイ
- ダグラス・ドワイヨン
- ティクバ・サント
- ハロ
- バロウズ夫人
- バンクロフト
- ペペ・メンゲナン
- ベルトーチカ・イルマ
- ベントナ
- ミコット・バーチ

#### 機動戦士ガンダムUC 『袖付き』の機付長は詩詠う
ここには、漫画『機動戦士ガンダムUC 『袖付き』の機付長は詩詠う』の登場人物を挙げる。
ネオ・ジオン残党軍
- アヴリル・ゼック
- アンジェロ・ザウパー
- サミュ
- ジェトロ
- セルジ
- テルス
- ペンプティ・ラス
- マリーダ・クルス
- マヌエラ

ジオン残党兵
- キョゴ
- テッセラ・マッセラ
- ヨンム・カークス
- ロニ・ガーベイ
- ワタ

地球連邦軍
- ディエス・ロビン

#### 機動戦士ガンダムUC 星月の欠片
ここには、漫画『機動戦士ガンダムUC 星月の欠片』の登場人物を挙げる。
地球連邦軍
- アルバ・メルクルディ
- ゼフテラ・ベルク
- ダニー・セケンド
- ディエス・ロビン
- ドゥーエ・イスナーン
- ドリット・ドライ
- ビア・キャトリエム
- フィーア

ネオ・ジオン残党軍
- アヴリル・ゼック

民間人・その他（アナハイム・エレクトロニクス含む）
- リーチェル・チャパドー
- メルツ・マーレス

#### 機動戦士ガンダム Twilight AXIS
ここには、小説及びWebアニメ『機動戦士ガンダム Twilight AXIS』の登場人物を挙げる。
地球連邦軍（マスティマ）
- アルレット・アルマージュ
- ダントン・ハイレッグ
- メーメット・メルカ

ブッホ・コンツェルン（バーナム）
- クァンタン・フェルモ
- ヴァルター・フェルモ

#### 機動戦士ガンダムNT
ここには、アニメーション映画『機動戦士ガンダムNT』の登場人物を挙げる。
地球連邦軍
- リタ・ベルナル
- マウリ・レホ

地球連邦軍（シェザール隊）
- ヨナ・バシュタ
- イアゴ・ハーカナ
- フランソン
- アマージャ
- デラオ
- パベル
- タマン
- アバーエフ

ルオ商会
- ルオ・ウーミン
- ミシェル・ルオ
- ステファニー・ルオ
- ブリック・テクラート

ジオン共和国
- モナハン・バハロ
- ゾルタン・アッカネン
- エリク・ユーゴ

ミネバ一派
- ミネバ・ラオ・ザビ
- バナージ・リンクス
- スベロア・ジンネマン
- フラスト・スコール
- タクヤ・イレイ

### 機動戦士ガンダムF91
ここには、アニメーション映画『機動戦士ガンダムF91』の登場人物を挙げる。登場人物に関しては機動戦士ガンダムF91の登場人物及び個別に作成されている記事を参照。
地球連邦軍（民間人、レジスタンス含む）
- アーサー・ユング
- クリス
- グルス・エラス
- ケーン・ソン
- ケニー・ハーハー
- コズモ・エーゲス
- コチュン・ハイン
- サム・エルグ
- シーブック・アノー
- ジェシカ・ングロ
- ジョージ・アズマ
- ディーナ・ジョク
- ドロシー・ムーア
- ドワイト・カムリ
- ナント・ルース
- バルド
- ビルギット・ピリヨ
- ベルトー・ロドリゲス
- ミゲン・マウジン
- ミンミ・エディット
- マヌー・ソーフ
- マヌエラ・パノパ
- モニカ・アノー
- レアリー・エドベリ
- レズリー・アノー
- リア・マリーバ
- リィズ・アノー
- ローバー
- ロイ・ユング

クロスボーン・バンガード（ロナ家、ブッホ・コンツェルン関係者含む）
- アンナマリー・ブルージュ
- エンゲイスト・ロナ（本編未登場）
- カロッゾ・ロナ（鉄仮面）
- ザビーネ・シャル
- シオ・フェアチャイルド
- ジレ・クリューガー
- シャルンホルスト・ブッホ（シャルンホルスト・ロナ）（本編未登場）
- セイド
- セシリー・フェアチャイルド（ベラ・ロナ）
- テス・ストウクラッツ（テス・ロナ）（小説版のみ）
- ドレル・ロナ
- ナーイ・フレッチェン
- ナディア・ロナ
- ハウゼリー・ロナ（小説版のみ）
- ボブルス
- マイッツァー・ロナ
- レイチェル・ロナ（小説版のみ）

#### 機動戦士ガンダムF90
ここには、プラモデル企画及び漫画『機動戦士ガンダムF90』の登場人物を挙げる。
地球連邦軍
- エリク
- グッテンバイガー
- シド・アンバー
- ジョブ・ジョン
- デフ・スタリオン
- ナヴィ
- ノヴォトニー
- マーク

オールズモビル（火星独立ジオン軍）
- ベイリー
- ボッシュ

#### 機動戦士ガンダムF91 フォーミュラー戦記0122
ここには、コンピュータゲーム『機動戦士ガンダムF91 フォーミュラー戦記0122』の登場人物を挙げる。
地球連邦軍
- アリーナ・ベズロー
- アルベルト・エア
- アンナフェル・マーモセット
- ウェスバー（ガンダムマガジン漫画版のみ）
- エリナ・ビアック
- スコット
- テルスト
- ブラウン・ウッダー
- ベルフ・スクレット
- レイラ・ビアス
- ワイブル・ガードナー
- ワイルダー・カッツ

オールズモビル
- ケザン
- シャルル・ロウチェスター

クロスボーン・バンガード
- シャトレイ
- デハーヨ

#### 機動戦士ガンダム シルエットフォーミュラ91
ここには、プラモデル企画『機動戦士ガンダム シルエットフォーミュラ91』の登場人物を挙げる。
アナハイム・エレトロニクス社
- アイトール・ホルスト
- アイリス・オーランド
- アルバート・エルゼナー
- カール・シュビッツ
- ケビン・フォレスト
- トキオ・ランドール

地球連邦軍
- ドーフマン
- バズ・ガレムソン

クロスボーン・バンガード
- シェルフ・シェフィールド
- モーリス・オバリー

ネオ・ジオン残党
- 委員長
- レイラ・ラギオール

### 機動戦士クロスボーン・ガンダムシリーズ
ここには、漫画『機動戦士クロスボーン・ガンダム』の登場人物を挙げる。

#### 機動戦士クロスボーン・ガンダム
クロスボーン・バンガード
- ウモン・サモン
- オンモ
- キンケドゥ・ナウ（シーブック・アノー）
- ザビーネ・シャル
- ジェラド
- トゥインク・ステラ・ラベラドゥ
- トビア・アロナクス
- ハリダ
- ベラ・ロナ（セシリー・フェアチャイルド）
- ヨナ
- ロニム

コスモ・クルツ教団
- シェリンドン・ロナ

地球連邦軍
- ハリソン・マディン

サナリィ
- ミノル・スズキ
- ヨン・サンニー
- ユリシーズ・レオパルド
- ミッチェル・ドレック・ナー
- オーティス
- ミューラ

木星帝国
- カラス
- ギリ・ガデューカ・アスピス
- クラックス・ドゥガチ
- バーンズ・ガーンズバック
- ベルナデット・ブリエット（テテニス・ドゥガチ）
- ローズマリー・ラズベリー
- エウロペ・ドゥガチ
- 光のカリスト
- 影のカリスト

民間人他
- グレイ・ストーク

### 機動戦士Vガンダム
ここには、テレビアニメ『機動戦士Vガンダム』の登場人物を挙げる。登場人物に関しては機動戦士Vガンダムの登場人物及び個別に作成されている記事を参照。
リガ・ミリティア
- ウォレン・トレイス
- ウッソ・エヴィン
- エステル・チャバリ
- エリシャ・クランスキー
- オイ・ニュング
- オーティス・アーキンズ
- オデロ・ヘンリーク
- オリファー・イノエ
- カシム
- カルルマン・ドゥカートゥス
- カレル・マサリク
- クッフ・サロモン
- シャクティ・カリン
- ジン・ジャハナム（影武者）
- スージィ・リレーン
- ストライカー・イーグル
- トマーシュ・マサリク
- ネス・ハッシャー
- ハリー・モスト
- ハロ
- ハンゲルグ・エヴィン（ジン・ジャハナム）
- ビゴー
- マーベット・フィンガーハット
- マルチナ・クランスキー
- ミズホ・ミネガン
- ミューラ・ミゲル
- レオニード・アルモドバル
- ロベルト・ゴメス
- ロメロ・マラバル
- ワーグマン

リガ・ミリティア（シュラク隊）
- ケイト・ブッシュ
- コニー・フランシス
- ジュンコ・ジェンコ
- フランチェスカ・オハラ
- ペギー・リー
- ヘレン・ジャクソン
- マヘリア・メリル
- ミリエラ・カタン
- ユカ・マイラス

地球連邦軍
- ムバラク・スターン

ザンスカール帝国（ベスパ、イエロージャケット）
- アーネスト・リゲル
- アジス・バギ
- アラルカンド
- アルベオ・ピピニーデン
- カービン・リチャーズ
- カズー・ミウラ
- カテジナ・ルース
- ガリー・タン
- カリンガ・ヴォーゲル
- キーラ
- キスハール・バグワット
- キッサロリア
- キル・タンドン
- クロノクル・アシャー
- クリス・ロイド
- クワン・リー
- ゲトル・デプレ
- ゴズ・バール
- ゴッドワルド・ハイン
- シシリー・フィツィーネ
- ジム・スティフ
- ジル
- ズグロク・シネモフ
- タシロ・ヴァゴ
- ディ・トランプ
- ドゥカー・イク
- トッリ・アーエス
- トッリ・アーエス隊
- トランス
- ニコライ・ハンス
- ネネカ・ニブロー
- ネネカ隊
- ノマイズ・ゼータ
- バクー・チー
- ハズ・カイフ
- パトリック・ブーン
- バンド
- ファラ・グリフォン
- フォンセ・カガチ
- ブロッホ
- ヘンリー・ダグラス
- ボーディナム
- マチス・ワーカー
- マリア・ピァ・アーモニア
- ミサキ・アイザワ
- ムッターマ・ズガン
- メッチェ・ルーベンス
- ライオール・サバト
- リー・ロン
- ルペ・シノ
- レイ・ブラッド
- レンダ・デ・パロマ
- ワタリー・ギラ

その他
- エレナ
- ジニス・キッキ
- テングラシー・ルース
- バーツラフ・マサリク
- ビスタン
- マンデラ・スーン
- レーナ・ワーカー
- ロブ・オレスケス

#### 機動戦士Vガンダム外伝
ここには、漫画『機動戦士Vガンダム外伝』の登場人物を挙げる。
木星船団
- ウッソ・エヴィン
- カムイ・ギアン
- グレイ・ストーク

ザンスカール帝国（ベスパ・特務部隊）
- スケイル・サープリス

### 機動戦士Gundam GQuuuuuuX
ここには、テレビアニメ『機動戦士Gundam GQuuuuuuX』の登場人物を挙げる。
ジオン公国軍（宇宙世紀0079年から登場する人物）
登場人物に関しては機動戦士ガンダムの登場人物 ジオン公国軍 (あ行-さ行)、機動戦士ガンダムの登場人物 ジオン公国軍 (た行-わ行)及び個別に作成されている記事を参照。
- ウラガン
- キシリア・ザビ
- シャア・アズナブル
- シャリア・ブル
- スレンダー
- デニム
- デミトリー
- トクワン
- ドレン
- フラナガン
- マ・クベ
- マリガン

ジオン公国軍（宇宙世紀0085年から登場する人物）
- アサーヴ
- エグザベ・オリベ
- オシロ
- ギレン・ザビ
- コモリ・ハーコート
- コワル
- シムス・アル・バハロフ
- セシリア・アイリーン
- セファ
- タンギ
- チャップマン・ジロム
- ティルザ・レオーニ
- ベノワ
- ミゲル・セルベート
- ラシット
- ランバ・ラル
- レオ・レオーニ

地球連邦軍（宇宙世紀0079年から登場する人物）
登場人物に関しては機動戦士ガンダムの登場人物 地球連邦軍を参照。
- セイラ・マス（アルテイシア・ソム・ダイクン）
- テム・レイ
- パオロ・カシアス
- ワッケイン

地球連邦軍（宇宙世紀0085年から登場する人物）
- ゲーツ・キャパ
- ドゥー・ムラサメ
- バスク・オム

サイド6（民間人・宇宙難民・その他）
- アマテ・ユズリハ（マチュ）
- シュウジ・イトウ
- ニャアン
- マーコ・ナガワラ

サイド6　政府関係者（軍警察官含む）
括弧内は役職名。それ以外は軍警察官
- アラガ
- カムラン・ブルーム（大統領主席補佐官）
- タマキ・ユズリハ（会計監査局 外交3部 部長）
- チャイチ
- ペルガミノ（大統領）
- マッシュ（ウーセン市 市長）
- ラゴウチ
- ワード

ポメラニアンズ（カネバン有限公司）
- アンキー
- ケーン
- ジェジー
- ナブ

ＣＲＳ（警備会社ドミトリー）
括弧内はクランバトルのエントリーネーム
- シイコ・スガイ（ママ魔女）
- ボカタ（ハル）
- モスク・ハン

バイナリーズ（ジャンク屋）
括弧内はクランバトルのエントリーネーム
- オルテガ（OOO）
- ガイア（GGG）

カバスの館
- ヴァーニ
- カンチャナ
- ララァ・スン

## 『機動武闘伝Gガンダム』シリーズ
ここには、未来世紀を世界観とする舞台に登場する人物を挙げる。

### 機動武闘伝Gガンダム
ここには、テレビアニメ『機動武闘伝Gガンダム』の登場人物を挙げる。登場人物に関しては機動武闘伝Gガンダムの登場人物及び個別に作成されている記事を参照。
新シャッフル同盟
- アルゴ・ガルスキー
- サイ・サイシー
- ジョルジュ・ド・サンド
- チボデー・クロケット
- ドモン・カッシュ

デビルガンダム軍団
- ウォン・ユンファ
- ジェントル・チャップマン
- 東方不敗マスター・アジア
- ミケロ・チャリオット

第13回ガンダムファイト代表ガンダムファイター
- アレンビー・ビアズリー
- アンドリュー・グラハム
- エリック・ザ・バイキング
- カウラー・ラムゼス
- ガラ・ガーラ
- カルロス・アンダルシア
- キラル・メキレル
- キル・ハーン
- コンタ・ン・ドゥール
- シュバルツ・ブルーダー（キョウジ・カッシュ）
- ジャン・ピエール・ミラボー
- セイット・ギュゼル
- ダハール・ムハマンド
- チェルシー・ワレサ
- チコ・ロドリゲス
- チャンドラ・シジーマ
- ハンス・ボルガー
- フランク・ガストロ
- マーキロット・クロノス
- ラセツ・ダカッツ
- ルドガー・バーホーベン
- ロマニオ・モニーニ

シャッフル同盟
- クイーン・ザ・スペード
- クラブ・エース
- ジャック・イン・ダイヤ
- ブラック・ジョーカー

民間人・その他
- ウルベ・イシカワ
- キャス・ロナリー
- 恵雲
- サイ・ロンバイ
- 瑞山
- ジャネット・スミス
- シャリー・レーン
- ストーカー
- セシル・ボルガー
- セルゲイ
- ナスターシャ・ザビコフ
- バニー・ヒギンズ
- バードマン
- ハン
- ベイリング
- ベルイマン博士
- ホイ
- ホルベイン少将
- マリアルイゼ
- ミカムラ博士
- ミキノ・カッシュ
- ミハエル
- ミン
- ライゾウ・カッシュ
- リムスキー
- レイモンド・ビショップ
- レイン・ミカムラ

#### 機動武闘外伝ガンダムファイト7th
- ここには、漫画『機動武闘外伝ガンダムファイト7th』の登場人物を挙げる。

第7回ガンダムファイト代表ガンダムファイター
- アラン・リー
- ウォルフ・ハインリッヒ
- ジェノバ・ブラッツイ
- シュウジ・クロス
- デロス・アルゴス
- トリス・スルゲイレフ
- ナシウス・キルヒャ
- マックス・バーンズ

カオス軍
- カオス

## 『新機動戦記ガンダムW』シリーズ
ここには、アフターコロニーを世界観とする舞台に登場する人物を挙げる。

### 新機動戦記ガンダムW
ここには、テレビアニメ『新機動戦記ガンダムW』の登場人物を挙げる。登場人物に関しては新機動戦記ガンダムWの登場人物及び個別に作成されている記事を参照。
コロニー側反連合/ガンダムパイロット
- ヒイロ・ユイ
- デュオ・マックスウェル
- トロワ・バートン
- カトル・ラバーバ・ウィナー
- 張 五飛

OZ（旧スペシャルズ）
- アレックス
- オットー
- ゼクス・マーキス（ミリアルド・ピースクラフト）
- ツバロフ・ビルモン
- トラント
- トレーズ・クシュリナーダ
- ドロシー・カタロニア
- ニコル
- ヒルデ・シュバイカー
- ブント
- ミュラー
- ルクレツィア・ノイン
- レディ・アン
- ワーカー
- デルマイユ
- ボナーパ

サンクキングダム
- パーガン
- リリーナ・ドーリアン（リリーナ・ピースクラフト）

マグアナック隊
- アウダ
- アブドル
- アフマド
- ラシード・クラマ

サーカス団
- キャスリン・ブルーム
- 団長

ウィナー家
- イリア
- ザイード・ウィナー

ガンダム開発者
- H教授
- ドクターJ
- ドクトルS
- マイク・ハワード
- プロフェッサーG
- 老師O

ホワイトファング
- カーンズ
- ドロシー・カタロニア

民間人・その他
- カイ
- サリィ・ポォ

#### 新機動戦記ガンダムW EPISODE ZERO
ここには、漫画『新機動戦記ガンダムW EPISODE ZERO』の登場人物を挙げる。
- アディン・ロウ
- カトリーヌ・ウィナー
- シスター・ヘレン
- マックスウェル神父
- ミディー・アン
- ユダ
- レイア・バートン
- 竜 妹蘭

#### 新機動戦記ガンダムW BLIND TARGET
ここには、漫画『新機動戦記ガンダムW BLIND TARGET』の登場人物を挙げる。
ホワイトファング
- クリス
- ソグラン
- ラルフ・カート

#### 新機動戦記ガンダムW デュアルストーリー G-UNIT
ここには、プラモデル企画『新機動戦記ガンダムW デュアルストーリー G-UNIT』の登場人物を挙げる。
MO-V
- アディン・バーネット
- オデル・バーネット
- ディック・ヒガサキ
- トリシア・ファレル
- マーク・バーネット
- ルシエ・アイズリー
- ロウ・サーナン
- ロガ・ハーマン

OZプライズ
- アリサ・ウォーカー
- ヴァルダー・ファーキル
- クラーツ・シェルビィ
- シルヴァ・クラウン（オデル・バーネット）
- ソリス・アルモニア
- Dr.ペルゲ
- ブルム・ブロックス
- ルーナ・アルモニア
- ロッシェ・ナトゥーノ

### 新機動戦記ガンダムW Endless Waltz
ここには、OVAおよびアニメーション映画『新機動戦記ガンダムW Endless Waltz』の登場人物を挙げる。
マリーメイア軍（バートン財団）
- 真のトロワ・バートン
- デキム・バートン
- マリーメイア・クシュリナーダ（マリーメイア・バートン）

#### 新機動戦記ガンダムW BATTLEFIELD OF PACIFIST
ここには、漫画『新機動戦記ガンダムW BATTLEFIELD OF PACIFIST』の登場人物を挙げる。
P3（正式名称：パーフェクト・ピース・ピープル）
- ビクター・ゲインツ

OZ宇宙軍外洋艦隊所属第4遊撃部隊
- クレメンツ特士
- ブローデン二級特佐

## 『機動新世紀ガンダムX』シリーズ
ここには、アフターウォーを世界観とする舞台に登場する人物を挙げる。

### 機動新世紀ガンダムX
ここには、テレビアニメ『機動新世紀ガンダムX』の登場人物を挙げる。登場人物に関しては機動新世紀ガンダムXの登場人物を参照
バルチャー（フリーデン）
- ウィッツ・スー
- エニル・エル
- カリス・ノーティラス
- ガロード・ラン
- キッド・サルサミル
- サラ・タイレル
- ジャミル・ニート
- シンゴ・モリ
- ティファ・アディール
- テクス・ファーゼンバーグ
- トニヤ・マーム
- ナイン
- ロアビィ・ロイ
- ロココ

サテリコン
- トグサ・アイン
- パーラ・シス
- ロイザー指令

地球連邦軍（旧地球連邦軍）
- ルチル・リリアント

地球統合連邦政府
- アイムザット・カートラル
- アベル・バウアー
- オルバ・フロスト
- カトック・アルザミール
- シャギア・フロスト
- デマー・グライフ
- ドゥエート・ラングラフ
- フィクス・ブラッドマン
- ミルラ・ドライド

宇宙革命軍
- ザイデル・ラッソ
- ニコラ・ファファス
- ノモア・ロング（ドーラッド博士）
- ランスロー・ダーウェル

エスタルド国軍
- ウイリス・アラミス
- リー・ジャクソン
- グラント・スチュアート
- ルクス・ハノマアク

民族独立戦線
- ユリナ・サノハラ

アルタネイティヴ社
- フォン・アルタネイティヴ
- ライク・アント

ニュータイプ研究所
- カロン・ラット

バルチャー
- ヴェドバ・モルテ
- グリーツ・ジョー
- クロッカ
- ザコット・ダットネル
- ジェノス・クライシス
- ローザ・インテンソ
- ロッソ・アラマント

シーバルチャー（オルク）
- ドーザ・バロイ
- マーカス・ガイ

D.O.M.E.
- D.O.M.E.（ファーストニュータイプ）

#### 機動新世紀ガンダムX外伝 ニュータイプ戦士ジャミル・ニート
ここには、漫画『機動新世紀ガンダムX外伝 ニュータイプ戦士ジャミル・ニート』の登場人物を挙げる。
地球連邦軍
- キナ

宇宙革命軍
- ナーダ・エル

#### 機動新世紀ガンダムX〜UNDER THE MOONLIGHT〜
ここには、漫画『機動新世紀ガンダムX〜UNDER THE MOONLIGHT〜』の登場人物を挙げる。
バルチャー
- ヴァイス・クライフ
- カイ
- キィ
- ジョージィ
- ニィ
- ミィ
- リック・アレル
- リン
- レイコ
- ローザII世

ブラック・ホーネット
- ヴァラルラン・ドー
- エディン・ザッハ
- シアン・リンデン
- ベルク・アレル

その他
- ガスパ
- マナ

## ∀ガンダム
ここには、テレビアニメおよびアニメーション映画『∀ガンダム』の登場人物を挙げる。登場人物に関しては∀ガンダムの登場人物及び個別に作成されている記事を参照。
イングレッサ・ミリシャ
- グエン・サード・ラインフォード
- シド・ムンザ
- ジョゼフ・ヨット
- ソシエ・ハイム
- ミハエル・ゲルン
- メシェー・クン
- ヤーニ・オビュス
- ラダラム・クン
- ロラン・セアック

ハイム家
- キエル・ハイム
- キャハラン
- サム
- ジェシカ
- ハイム夫妻

ルジャーナ・ミリシャ
- エイムズ
- ギャバン・グーニー
- ジョン
- マリガン
- リリ・ボルジャーノ

ディアナカウンター（ムーンレィス軍）
- アジ
- アナン
- コレン・ナンダー
- ディアナ・ソレル
- ハリー・オード
- フィル・アッカマン
- ブルーノ
- ベンジャム
- ポゥ・エイジ
- ミラン・レックス
- ヤコップ
- ラルファ・ゼノア

ムーンレィス
- キース・レジェ
- クーエン・モラッド
- テテス・ハレ
- ドナ・ロロイ
- ハメット・ロロイ
- フラン・ドール
- ホレス・ニーベン
- リネ
- レーチェ

レット隊
- キャンサー・カフカ
- ムロン・ムロン

ギンガナム艦隊（ムーンレィス軍）
- アグリッパ・メンテナー
- ギム・ギンガナム
- ケイサン・ダーカイ
- ヤン・シッキネン
- スエッソン・ステロ
- ミーム・ミドガルド
- メリーベル・ガジット

アデスカ
- クワウトル
- タルカ
- マヤリト

民間人・その他
- アニス・ベル
- ウィル・ゲイム
- ベルレーヌ・ボンド

## 『機動戦士ガンダムSEED』シリーズ

### 機動戦士ガンダムSEED
ここには、テレビアニメ『機動戦士ガンダムSEED』の登場人物を挙げる。登場人物に関しては機動戦士ガンダムSEEDの登場人物及び個別に作成されている記事を参照。
アークエンジェル
- アーノルド・ノイマン
- カズイ・バスカーク
- キラ・ヤマト
- コジロー・マードック
- サイ・アーガイル
- ジャッキー・トノムラ
- ダリダ・ローラハ・チャンドラII世
- トール・ケーニヒ
- ナタル・バジルール
- フレイ・アルスター
- マリュー・ラミアス
- ミリアリア・ハウ
- ムウ・ラ・フラガ
- ロメロ・パル

地球連合軍
- ウィリアム・サザーランド
- オルガ・サブナック
- クロト・ブエル
- ジェラード・ガルシア
- シャニ・アンドラス
- ジョージ・アルスター
- ビダルフ
- ビラード
- ムルタ・アズラエル
- ブライアン
- ハマナ

地球連合軍（第8機動艦隊）
- コープマン
- デュエイン・ハルバートン
- ホフマン

ザフト軍（クルーゼ隊）
- アスラン・ザラ
- イザーク・ジュール
- オロール・クーデンベルグ
- ゼルマン
- ディアッカ・エルスマン
- ニコル・アマルフィ
- フレドリック・アデス
- マシュー
- ミゲル・アイマン
- ラウ・ル・クルーゼ
- ラスティ・マッケンジー

ザフト軍（バルトフェルド隊）
- アイシャ
- アンドリュー・バルトフェルド
- カークウッド
- ハダト
- マーチン・ダコスタ
- メイラム

ザフト軍（モラシム隊）
- ハンス
- マルコ・モラシム

ザフト軍（その他）
- レイ・ユウキ

プラント最高評議会
- アイリーン・カナーバ
- アリー・カシム
- エザリア・ジュール
- オーソン・ホワイト
- シーゲル・クライン
- ラクス・クライン
- ジェレミー・マクスウェル
- タッド・エルスマン
- パーネル・ジェセック
- パトリック・ザラ
- ヘルマン・グールド
- ルイーズ・ライトナー
- ユーリ・アマルフィ

オーブ連合首長国
- アサギ・コードウェル
- ウズミ・ナラ・アスハ
- カガリ・ユラ・アスハ
- エリカ・シモンズ
- ジュリ・ウー・ニェン
- ティリング
- ホムラ
- マイリ
- マユラ・ラバッツ
- レドニル・キサカ
- マーナ
- ヴィア・ヒビキ
- ユーレン・ヒビキ
- カリダ・ヤマト
- ハルマ・ヤマト

民間人・その他
- アフメド・エル・ホセ
- アル・ジャイリー
- アル・ダ・フラガ
- エル
- サイーブ・アシュマン
- ジョージ・グレン
- マルキオ
- ヤルー・アシュマン
- リュウタ・シモンズ
- レノア・ザラ
- ロミナ・アマルフィ
- C・ライズマン
- S・タケダ

#### 機動戦士ガンダムSEED ASTRAY
ここには、小説及び漫画『機動戦士ガンダムSEED ASTRAY』の登場人物を挙げる。登場人物に関しては機動戦士ガンダムSEED ASTRAYシリーズの登場人物及び個別に作成されている記事を参照。
ジャンク屋組合
- 8
- ウインド
- サカタ
- ジョー
- プロフェッサー
- リーアム・ガーフィールド
- 山吹樹里
- ロウ・ギュール

サーペントテール
- イライジャ・キール
- 風花・アジャー
- 叢雲劾
- リード・ウェラー
- ロレッタ・アシャー

オーブ連合首長国
- サーティーン・ソキウス
- シックス・ソキウス
- フォー・ソキウス
- ロンド・ギナ・サハク
- ロンド・ミナ・サハク

地球連合軍
- イレブン・ソキウス
- エイト・ソキウス
- セブン・ソキウス

ザフト軍
- アッシュ・グレイ
- アール
- クスコ
- ドミオ
- フランツ・リアフォード

リティリア
- グゥド・ヴェイア
- シニスト・ガーフィールド

ジョージ・グレン友の会
- モンド

グレイブヤード
- 蘊・奥

海賊
- エリサ・アサーニャ
- オターク
- ポーシャ
- ボス

情報屋
- ケナフ・ルキーニ

民間人・その他
- ディラー・ロッホ
- ハーナ
- プレア・レヴェリー
- マーシュ

#### 機動戦士ガンダムSEED X ASTRAY
ここには、漫画『機動戦士ガンダムSEED X ASTRAY』の登場人物を挙げる。登場人物に関しては機動戦士ガンダムSEED ASTRAYシリーズの登場人物及び個別に作成されている記事を参照。
ジャンク屋組合
- 8
- プロフェッサー
- リーアム・ガーフィールド
- 山吹樹里
- ロウ・ギュール

サーペントテール
- イライジャ・キール
- 風花・アジャー
- 叢雲劾
- リード・ウェラー
- ロレッタ・アシャー

地球連合軍
- カナード・パルス
- バルサム・アーレンド
- モーガン・シュバリエ
- メリオル・ピスティス

民間人・その他
- プレア・レヴェリー

#### 機動戦士ガンダムSEED MSV
ここには、プラモデル企画『ガンダムSEED MSV』の登場人物を挙げる。
地球連合軍
- ウィンタース
- ウォーイック
- エドワード・ハレルソン
- エリザベス・パディス
- クラウス
- ジェーン・ヒューストン
- チャールズ・ケイン
- パーマー
- モーガン・シュバリエ
- リンドグレン
- レナ・イメリア

ザフト軍
- シホ・ハーネンフース
- ミハイル・コースト
- ミュラー・レドヴィッツ

オーブ連合首長国
- バリー・ホー

三隻同盟
- ジャン・キャリー

サーペントテール
- 叢雲劾

### 機動戦士ガンダムSEED DESTINY
ここには、テレビアニメ『機動戦士ガンダムSEED DESTINY』の登場人物を挙げる。登場人物に関しては機動戦士ガンダムSEED DESTINYの登場人物及び個別に作成されている記事を参照。
ザフト軍（ミネルバクルー）
- アーサー・トライン
- アスラン・ザラ
- アビー・ウィンザー
- ヴィーノ・デュプレ
- シン・アスカ
- タリア・グラディス
- チェン・ジェン・イー
- バート・ハイム
- ハイネ・ヴェステンフルス
- マッド・エイブス
- マリク・ヤードバーズ
- メイリン・ホーク
- ヨウラン・ケント
- ルナマリア・ホーク
- レイ・ザ・バレル

ザフト軍（その他）
- イザーク・ジュール
- ウィラード
- キングT@KED@
- グラスゴー
- サトー
- ディアッカ・エルスマン
- ミーア・キャンベル
- ヨアヒム・ラドル
- ヨップ・フォン・アラファス

プラント最高評議会
- アリー・カシム
- エドアルド・リー
- オーソン・ホワイト
- ギルバート・デュランダル
- クーマン・クルーマン
- クリスタ・オーベルク
- ジェレミー・マクスウェル
- ジョージ・アダマン
- タカオ・シュライバー
- ノイ・カザエフスキー
- パーネル・ジェセック
- リカルド・オルフ
- ルイーズ・ライトナー

地球連合軍
- アウル・ニーダ
- イアン・リー
- ジョゼフ・コープランド
- スティング・オークレー
- ステラ・ルーシェ
- ネオ・ロアノーク

ロゴス
- アダム・ヴァミリア
- アルヴィン・リッター
- グラハム・ネレイス
- セレスティン・グロート
- ダンカン・L・モッケルバーグ
- ブルーノ・アズラエル
- ラリー・マクウィリアムズ
- ルクス・コーラー
- ロード・ジブリール

オーブ連合首長国
- アマギ
- イケヤ
- ウナト・エマ・セイラン
- エリカ・シモンズ
- ゴウ
- ソガ
- タツキ・マシマ
- トダカ
- ニシザワ
- ババ
- ユウナ・ロマ・セイラン
- レドニル・キサカ

アークエンジェル
- アーノルド・ノイマン
- カガリ・ユラ・アスハ
- キラ・ヤマト
- コジロー・マードック
- ダリダ・ローラハ・チャンドラII世
- マリュー・ラミアス
- ミリアリア・ハウ

エターナル
- アンドリュー・バルトフェルド
- ヒルダ・ハーケン
- ヘルベルト・フォン・ラインハルト
- マーズ・シメオン
- マーチン・ダコスタ
- ラクス・クライン

民間人・その他
- コニール・アルメタ
- マユ・アスカ
- マルキオ
- カリダ・ヤマト
- ウィリアム・グラディス

#### 機動戦士ガンダムSEED DESTINY ASTRAY
ここには、小説及び漫画『機動戦士ガンダムSEED DESTINY ASTRAY』の登場人物を挙げる。登場人物に関しては機動戦士ガンダムSEED ASTRAYシリーズの登場人物を参照。
フリージャーナリスト
- ジェス・リブル
- リアマン・リックス

プロモビルスーツパイロット
- カイト・マディガン

ザフト軍
- コートニー・ヒエロニムス
- ベルナデット・ルルー
- マーレ・ストロード
- ミハイル・コースト
- リーカ・シェダー

地球連合軍
- イルド・ジョラール（スカウト0646）
- アッシュ・グレイ（スカウト0984）
- マティス

ジャンク屋組合
- ユン・セファン
- ロウ・ギュール

傭兵
- イライジャ・キール
- 風花・アジャー
- カナード・パルス
- 叢雲劾
- リード・ウェラー
- ロレッタ・アジャー

民間人・その他
- イレブン・ソキウス
- イワン・ザンボワーズ
- セトナ・ウィンタース
- マティアス
- リン・ダーウェン

#### 機動戦士ガンダムSEED DESTINY MSV
ここには、プラモデル企画『ガンダムSEED DESTINY MSV』の登場人物を挙げる。
地球連合軍
- アンドウ
- ヴォルスキィ・ニノミヤ
- ステファン・ウィルシャー
- テイラー
- フィゲス・カジモド
- マクファーデン

ザフト軍
- アンナ
- アンリ・ユージェニー
- コートニー・ヒエロニムス
- マリオ・クレッグス
- リンナ・セラ・イヤサカ
- レヴンワース

オーブ連合首長国
- スズキ
- タキト・ハヤ・オシダリ
- タナカ
- ヤマダ
- ワダ

#### 機動戦士ガンダムSEED C.E.73 STARGAZER
ここには、OVA『機動戦士ガンダムSEED C.E.73 STARGAZER』の登場人物を挙げる。
D.S.S.D
- エドモンド・デュクロ
- セガワ
- セレーネ・マクグリフ
- ノストラビッチ
- モリセイワ
- ソル・リューネ・ランジュ

地球連合軍
- スウェン・カル・バヤン
- シャムス・コーザ
- ホアキン
- ミューディー・ホルクロフト
- レイエス

#### 機動戦士ガンダムSEED C.E.73 Δ ASTRAY
ここには、漫画『機動戦士ガンダムSEED C.E.73 Δ ASTRAY』の登場人物を挙げる。登場人物に関しては機動戦士ガンダムSEED ASTRAYシリーズの登場人物を参照。
マーシャン
- アグニス・ブラーエ
- セトナ・ウィンタース
- ディアゴ・ローウェル
- ナーエ・ハーシェル

ザフト軍
- アイザック・マウ
- ミハイル・コースト

地球連合軍
- エミリオ・ブロデリック
- シャムス・コーザ
- スウェン・カル・バヤン
- ダナ・スニップ
- ホアキン
- ミューディー・ホルクロフト

オーブ軍
- ガルド・デル・ホクハ
- サース・セム・イーリア
- ファンフェルト・リア・リンゼイ
- ホースキン・ジラ・サカト
- ワイド・ラビ・ナダガ

ジャンク屋組合
- 8
- コバヤシマル・ジューゾー
- プロフェッサー
- リーアム・ガーフィールド
- ロウ・ギュール
- 山吹樹里

情報屋
- ケナフ・ルキーニ

その他
- エドワード・ハレルソン
- ジェス・リブル
- ジェーン・ヒューストン
- ベルナデット・ルルー
- ロンド・ミナ・サハク

#### 機動戦士ガンダムSEED C.E.73 STARGAZER PHANTOM PAIN REPORT
ここには、フォトストーリー『機動戦士ガンダムSEED C.E.73 STARGAZER PHANTOM PAIN REPORT』の登場人物を挙げる。登場人物に関しては機動戦士ガンダムSEED ASTRAYシリーズの登場人物を参照。
フリージャーナリスト
- ジェス・リブル
- リアマン・リックス

マーシャン
- アグニス・ブラーエ
- セトナ・ウィンタース

地球連合軍
- エミリオ・ブロデリック
- スウェン・カル・バヤン
- ダナ・スニップ

ジャンク屋組合
- コバヤシマル・ジューゾー

#### 機動戦士ガンダムSEED FRAME ASTRAYS
ここには、漫画『機動戦士ガンダムSEED FRAME ASTRAYS』の登場人物を挙げる。登場人物に関しては機動戦士ガンダムSEED ASTRAYシリーズの登場人物を参照。
サーペントテール
- イライジャ・キール
- 風花・アジャー
- 叢雲劾
- リード・ウェラー
- ロレッタ・アシャー

地球連合軍
- ジスト・エルウェス
- スリー・ソキウス
- ルカス・オドネル

東アジア共和国第十三保護区反政府ゲリラ
- トロヤ・ノワレ
- バリー・ホー

ザフト軍
- アレック・ラッド
- ルドルフ・ヴィトゲンシュタイン

PMC（民間軍事企業）
- スー
- レオンズ・グレイブス

ジャンク屋組合
- ロウ・ギュール
- 山吹樹里

その他
- イルド・ジョラール
- ロンド・ミナ・サハク

#### 機動戦士ガンダムSEED VS ASTRAY
ここには、フォトストーリー『機動戦士ガンダムSEED VS ASTRAY』の登場人物を挙げる。登場人物に関しては機動戦士ガンダムSEED ASTRAYシリーズの登場人物を参照。
ジャンク屋組合
- 8
- プロフェッサー
- 山吹樹里
- ユン・セファン
- リーアム・ガーフィールド
- ロウ・ギュール

サーペントテール
- イライジャ・キール
- 風花・アジャー
- 叢雲劾
- リード・ウェラー
- ロレッタ・アシャー

ライブラリアン
- 蘊・奥（カーボンヒューマン）
- ND HE
- グゥド・ヴェイア（カーボンヒューマン）
- フィーニス・ソキウス
- プレア・レヴェリー（カーボンヒューマン）
- リリー・ザヴァリー
- ロンド・ギナ・サハク（カーボンヒューマン）

その他
- アグニス・ブラーエ
- イルド・ジョラール
- イレブン・ソキウス
- カイト・マティガン
- カナード・パルス
- ジェス・リブル
- セブン・ソキウス
- トロヤ・ノワレ
- ナーエ・ハーシェル
- モーガン・シュバリエ
- ルドルフ・ヴィトゲンシュタイン
- ロンド・ミナ・サハク

### 機動戦士ガンダムSEED FREEDOM
ここには、アニメーション映画『機動戦士ガンダムSEED FREEDOM』の登場人物を挙げる。
- キラ・ヤマト
- ラクス・クライン
- アスラン・ザラ
- カガリ・ユラ・アスハ
- シン・アスカ
- ルナマリア・ホーク
- メイリン・ホーク
- マリュー・ラミアス
- ムウ・ラ・フラガ
- イザーク・ジュール
- ディアッカ・エルスマン
- アグネス・ギーベンラート
- トーヤ・マシマ
- アレクセイ・コノエ
- アルバート・ハインライン
- ヒルダ・ハーケン
- ヘルベルト・フォン・ラインハルト
- マーズ・シメオン

- アウラ・マハ・ハイバル
- オルフェ・ラム・タオ
- シュラ・サーペンタイン
- イングリット・トラドール
- リデラード・トラドール
- ダニエル・ハルパー
- リュー・シェンチアン
- グリフィン・アルバレスト

## 『機動戦士ガンダム00』シリーズ
ここには、『機動戦士ガンダム00』における西暦を世界観とする作品に登場する人物を挙げる。

### 機動戦士ガンダム00
ここには、テレビアニメ『機動戦士ガンダム00』の登場人物を挙げる。登場人物に関しては機動戦士ガンダム00の登場人物を参照。

#### ファーストシーズン
ソレスタルビーイング
- アレルヤ・ハプティズム / ハレルヤ・ハプティズム
- イアン・ヴァスティ
- イオリア・シュヘンベルグ
- クリスティナ・シエラ
- JB・モレノ
- スメラギ・李・ノリエガ
- 刹那・F・セイエイ（ソラン・イブラヒム、カマル・マジリフ）
- ティエリア・アーデ
- ネーナ・トリニティ
- ハロ
  - HARO
- フェルト・グレイス
- 紅龍
- ミハエル・トリニティ
- ヨハン・トリニティ
- ラッセ・アイオン
- リヒテンダール・ツエーリ
- ロックオン・ストラトス（ニール・ディランディ）
- ロックオン・ストラトス（ライル・ディランディ）
- 王留美

ユニオン
- グラハム・エーカー
- ジョシュア・エドワーズ
- ジョゼフ・スミス
- スチュアート
- ダリル・ダッジ
- デビッド・カーネギー
- ハワード・メイスン
- ビリー・カタギリ
- ブライアン・ステッグマイヤー
- ヘンリー
- ランディ
- レイフ・エイフマン

人類革新連盟
- キム
- セルゲイ・スミルノフ
- ソーマ・ピーリス
- ボルス・アッサン
- ミン

AEU
- カティ・マネキン
- パトリック・コーラサワー

アザディスタン王国
- シーリン・バフティヤール
- マスード・ラフマディー
- マリナ・イスマイール

国際連合
- アレハンドロ・コーナー
- リボンズ・アルマーク

経済特区・日本
- 絹江・クロスロード
- 沙慈・クロスロード
- ルイス・ハレヴィ

その他
- 池田
- ライル・ディランディ
- ラグナ・ハーヴェイ
- リジェネ・レジェッタ
- ルイスの母

PMC(民間軍事会社)/傭兵
- アリー・アル・サーシェス（ゲーリー・ビアッジ）

#### セカンドシーズン
ソレスタルビーイング
- アニュー・リターナー
- アレルヤ・ハプティズム / ハレルヤ・ハプティズム
- イアン・ヴァスティ
- 沙慈・クロスロード
- スメラギ・李・ノリエガ（リーサ・クジョウ）
- 刹那・F・セイエイ（ソラン・イブラヒム）
- ティエリア・アーデ
- ネーナ・トリニティ
- ハロ
  - 赤ハロ
  - HARO
- フェルト・グレイス
- 紅龍（王紅龍）
- ミレイナ・ヴァスティ
- ラッセ・アイオン
- リンダ・ヴァスティ
- ロックオン・ストラトス（ライル・ディランディ）
- 王留美

アロウズ
- アーサー・グッドマン
- アーバ・リント
- アラッガ
- アンドレイ・スミルノフ
- カティ・マネキン
- ソーマ・ピーリス（マリー・パーファシー）
- パトリック・コーラサワー
- バラック・ジニン
- ビリー・カタギリ
- ホーマー・カタギリ
- ミスター・ブシドー（グラハム・エーカー）
- リー・ジェジャン
- ルイス・ハレヴィ

カタロン
- 池田
- エディ・ミヤサカ
- クラウス・グラード
- シーリン・バフティヤール
- マハル
- カタロンの子供達
  - アベド
  - ダビッド
  - モシェ
  - ヤエル
  - ヨセフ
  - リアン

地球連邦平和維持軍
- アッシュ
- キム
- セルゲイ・スミルノフ
- パング・ハーキュリー

イノベイター勢力
- イノベイド
- デヴァイン・ノヴァ
- ヒリング・ケア
- ブリング・スタビティ
- リジェネ・レジェッタ
- リヴァイヴ・リバイバル
- リボンズ・アルマーク

アザディスタン王国
- マリナ・イスマイール

傭兵
- アリー・アル・サーシェス

回想・夢で登場した故人
- エミリオ・リビシ
- ニール・ディランディ
- ホリー・スミルノフ

#### 劇場版 機動戦士ガンダム00 -A wakening of the Trailblazer-
ここには、アニメーション映画『劇場版 機動戦士ガンダム00 -A wakening of the Trailblazer-』の登場人物を挙げる。
ソレスタルビーイング
- アレルヤ・ハプティズム / ハレルヤ・ハプティズム
- イアン・ヴァスティ
- スメラギ・李・ノリエガ（リーサ・クジョウ）
- 刹那・F・セイエイ（ソラン・イブラヒム）
- ソーマ・ピーリス（マリー・パーファシー）
- ティエリア・アーデ
- ハロ
  - 赤ハロ
  - 青ハロ
- フェルト・グレイス
- ミレイナ・ヴァスティ
- ラッセ・アイオン
- リンダ・ヴァスティ
- ロックオン・ストラトス（ライル・ディランディ）

地球連邦平和維持軍
- アキラ・タケイ
- アンドレイ・スミルノフ
- イェーガン・クロウ
- ヴィクトル・レオーノフ
- カティ・マネキン
- キム
- グラハム・エーカー
- デカルト・シャーマン
- ネフェル・ナギーブ
- パトリック・コーラサワー
- ビリー・カタギリ
- ルドルフ・シュライバー

地球連邦
- クラウス・グラード
- シーリン・バフティヤール
- ミーナ・カーマイン

アザディスタン王国
- マリナ・イスマイール

民間人
- アーミア・リー
- 池田
- 沙慈・クロスロード
- ルイス・ハレヴィ

その他
- アレハンドロ（劇中映画の登場人物）
- マイケル・チャン（劇中映画の登場人物）

回想・夢で登場した故人
- イオリア・シュヘンベルグ
- E・A・レイ（エターナル・アラン・レイ）
- クリスティナ・シエラ
- ニール・ディランディ
- リヒテンダール・ツエーリ

#### 機動戦士ガンダム00P
ここには、模型企画『機動戦士ガンダム00P』の登場人物を挙げる。
第2世代ガンダムマイスター
- シャル・アクスティカ
- ルイード・レゾナンス
- マレーネ・ブラディ
- ガンダムマイスター874

第3世代ガンダムマイスター
- グラーベ・ヴィオレント
- ヒクサー・フェルミ

人類革新連盟
- シェプ・アルワン
- デルフィーヌ・ベデリア
- レナード・ファインズ

イノベイド
- ビサイド・ペイン

#### 機動戦士ガンダム00F
ここには、漫画『機動戦士ガンダム00F』の登場人物を挙げる。
フェレシュテ
- フォン・スパーク
- シャル・アクスティカ
- エコ・カローレ
- シェリリン・ハイド
- ハナヨ（ガンダムマイスター874）

その他
- アナー・ウガイ
- ヒクサー・フェルミ
- ハヤナ（ガンダムマイスター887）

#### 機動戦士ガンダム00V
ここには、模型企画『機動戦士ガンダム00V』の登場人物を挙げる。
- ロベール・スペイシー
- デボラ・ガリエナ
- エイミー・ジンバリスト

#### 機動戦士ガンダム00I
ここには、漫画『機動戦士ガンダム00I』の登場人物を挙げる。
イノベイド
- レイヴ・レチタティーヴォ
- テリシラ・ヘルフィ
- ラーズ・グリース
- ブリュン・ソンドハイム
- ハーミヤ
- ビサイド・ペイン

カタロン
- スルー・スルーズ

その他
- クレーエ・リヒカイト

#### 機動戦士ガンダム00I 2314
ここには、漫画『機動戦士ガンダム00I 2314』の登場人物を挙げる。
ソレスタルビーイング
- レオ・ジーク（レナード・ファインズ）
- デル・エルダ（デルフィーヌ・ベデリア）

イノベイド
- スカイ・エクリプス

## 『機動戦士ガンダムAGE』シリーズ
ここには、『機動戦士ガンダムAGE』におけるA.G.を世界観とする作品に登場する人物を挙げる。

### 機動戦士ガンダムAGE
ここには、テレビアニメ『機動戦士ガンダムAGE』の登場人物を挙げる。登場人物に関しては機動戦士ガンダムAGEの登場人物を参照。

#### 第1部・フリット編
アスノ家
- フリット・アスノ
- マリナ・アスノ

フリットの仲間
- エミリー・アモンド
- ディケ・ガンヘイル
- バルガス・ダイソン
- ユリン・ルシェル

地球連邦軍
- グルーデック・エイノア
- ミレース・アロイ
- アダムス・ティネル
- イーノ・レジン
- ウォルト・ベット
- エドワード・オタワ
- オネット・コーリー
- ラーガン・ドレイス
- ウルフ・エニアクル
- ヘンドリック・ブルーザー
- ディアン・フォンロイド
- ストラー・グアバラン

ザラムとエウバ
- ドン・ボヤージ
- ラクト・エルファメル

マッドーナ工房
- ムクレド・マッドーナ
- ララパーリー・マッドーナ

民間人
- イワーク・ブライア
- リリア
- アルザック・バーミングス

UE / ヴェイガン
- デシル・ガレット
- ギーラ・ゾイ（ヤーク・ドレ）
- アラベル・ゾイ
- メデル・ザント

#### 第2部・アセム編
アスノ家
- アセム・アスノ
- ユノア・アスノ
- フリット・アスノ
- エミリー・アスノ
- バルガス・ダイソン

アスノ家の使用人
- ジョセ・マリス
- ハンス・ルージ

アセムの仲間
- ロマリー・ストーン
- シャーウィー・ベルトン
- マシル・ボイド
- ロッド・アブス

地球連邦軍
- ミレース・アロイ
- アラン・ライトニー
- イリシャ・ムライ
- ウィルナ・ジャニスティ
- エル・トニーズ
- オディオ・ブラン
- ウルフ・エニアクル
- アリーサ・ガンヘイル
- マックス・ハートウェイ
- オブライト・ローレイン
- ディケ・ガンヘイル
- レミ・ルース
- フレデリック・アルグレアス
- コンラッド
- ナディア

地球連邦政府
- フロイ・オルフェノア

マッドーナ工房
- ムクレド・マッドーナ
- ララパーリー・マッドーナ
- ロディ・マッドーナ

民間人
- グルーデック・エイノア
- アラベル・ゾイ

ヴェイガン
- ゼハート・ガレット
- デシル・ガレット
- メデル・ザント
- ダズ・ローデン
- ドール・フロスト
- グリン・ライズ
- ミンク・レイデン
- ゼル・ブラント
- レッシー・アドネル
- レオ・ルイス
- ザファー・ローグ
- ネッド・カーン
- イゴール・エバンス
- フェザール・イゼルカント

#### 第3部・キオ編、第4部・三世代編
アスノ家
- キオ・アスノ
- フリット・アスノ
- エミリー・アスノ
- アセム・アスノ
- ロマリー・アスノ
- ユノア・アスノ

キオの仲間
- ウェンディ・ハーツ
- レブルス・ラモンド
- ケイン・ロイス
- ロジー・ミリウ

地球連邦軍
- ナトーラ・エイナス
- アリー・レーン
- イーサン・シェロウ
- ウォン・カストロファ
- エイラ・ローズ
- オトロ・バンタ
- カール・ドーソン
- セリック・アビス
- シャナルア・マレン
- デレク・ジャックロウ
- ジョナサン・ギスターブ
- オブライト・ローレイン
- ウットビット・ガンヘイル
- ロディ・マッドーナ
- オーデック・ヤダン
- デビット・クルード
- アンディ・ドレイムス
- フレデリック・アルグレアス
- ジラード・フォーネル

宇宙海賊ビシディアン
- キャプテン・アッシュ
- ラドック・ホーン

マッドーナ工房
- ララパーリー・マッドーナ

民間人
- タク
- ユウ
- ルッカ

ヴェイガン
- ゼハート・ガレット
- フラム・ナラ
- ゴドム・タイナム
- グラット・オットー
- デモン・ラージ
- ダレスト・グーン
- レイル・ライト
- ザナルド・ベイハート
- ダラス・レギン
- ディーン・アノン
- ルウ・アノン
- マリー・メイス
- ドレーネ・イゼルカント
- フェザール・イゼルカント
- ロミ・イゼルカント
- ジラード・スプリガン
- アローン・シモンズ
- ファルク・オクラムド
- ゼラ・ギンス

### 機動戦士ガンダムAGE トレジャースター
ここには、漫画『機動戦士ガンダムAGE トレジャースター』の登場人物を挙げる。
トレジャースターのクルー
- ダイキ・リュウザキ
- シリウス
- コテツ・サカイ
- ウェズン
- ミルザム
- フルド
- アダーラ
- ルーガ

その他
- リュウザキ
- ウメコ
- バレル・ズール
- マコト・ズール
- ミユキ・ズール
- タクミ
- ヤクヤク

### 機動戦士ガンダムAGE 〜追憶のシド〜
ここには、漫画『機動戦士ガンダムAGE 〜追憶のシド〜』の登場人物を挙げる。
宇宙海賊ビシディアン
- ウィービック・ランブロ
- キャプテン・アングラッゾ
- ギスパード・ラーグーン
- シャズーイ・ブリーズ
- ギムル・マニング
- ダム・ブレイディ
- ラドック・ホーン

EXA-DBの関係者
- レウナ・イナーシュ
- エドル・イナーシュ

地球連邦軍
- ラーガン・ドレイス
- アセム・アスノ
- アダムス・ティネル

その他
- ラクト・エルファメル
- ドネル・デネーブ
- マリリン・デネーブ
- グース・マイルス

## 『ガンダム Gのレコンギスタ』
ここには、テレビアニメ『ガンダム Gのレコンギスタ』におけるリギルド・センチュリーを世界観とする作品に登場する人物を挙げる。
キャピタル・テリトリィ
- ベルリ・ゼナム
- ノレド・ナグ
- ノベル
- ルイン・リー
- マニィ・アンバサダ
- ラライヤ・マンディ
- ゲル・トリメデストス・ナグ
- クンパ・ルシータ
- ウィルミット・ゼナム
- ビルギーズ・シバ

キャピタル・ガード
- デレンセン・サマター
- ケルベス・ヨー

キャピタル・アーミィ
- マスク
- ジュガン・マインストロン
- ベッカー・シャダム
- バララ・ペオール

海賊部隊
- アイーダ・スルガン
- カーヒル・セイント
- クリム・ニック
- ドニエル・トス
- 副長
- ステア
- ギゼラ
- ハッパ
- アダム・スミス
- クレン・モア
- マキ・ソール
- ジャマ・デリア
- レッセル・ブラン
- アネッテ・ソラ
- メディー・ススン
- キラン・キム
- ルアン
- オリバー

アメリア
- ミック・ジャック
- グシオン・スルガン
- ズッキーニ・ニッキーニ

トワサンガ
- ノウトゥ・ドレット
- ターボ・ブロッキン
- マッシュナー・ヒューム
- ロックパイ・ゲティ
- リンゴ・ロン・ジャマノッタ
- ガヴァン・マグダラ
- フラミニア・カッレ
- ロルッカ・ビスケス
- ミラジ・バルバロス
- ジャン・ビョン・ハザム

ビーナス・グロゥブ
- キア・ムベッキ
- チッカラ・デュアル
- クン・スーン
- エル・カインド
- ヤーン・ジシャール
- ローゼンタール・コバシ
- ラ・グー

## 『機動戦士ガンダム 鉄血のオルフェンズ』シリーズ
ここには、『機動戦士ガンダム 鉄血のオルフェンズ』におけるP.D.を世界観とする作品に登場する人物を挙げる。

### 機動戦士ガンダム 鉄血のオルフェンズ
ここには、テレビアニメ『機動戦士ガンダム 鉄血のオルフェンズ』に登場する人物を挙げる。
鉄華団 / CGS参番組
- 三日月・オーガス
- オルガ・イツカ
- ビスケット・グリフォン
- ユージン・セブンスターク
- 昭弘・アルトランド
- ノルバ・シノ
- タカキ・ウノ
- ライド・マッス
- ヤマギ・ギルマトン
- ダンジ・エイレイ
- チャド・チャダーン
- ダンテ・モグロ
- エンビ
- エルガー
- トロウ
- イーサン
- ウタ
- ガット・ゼオ
- ディオス・ミンコ
- ハッシュ・ミディ
- ザック・ロウ
- デイン・ウハイ
- メイル
- ヒルメ
- ラックス
- トリィ
- ラディーチェ・リロト

CGS（クリュセ・ガード・セキュリティ）
- ナディ・雪之丞・カッサパ
- マルバ・アーケイ
- トド・ミルコネン
- ササイ・ヤンカス
- ハエダ・グンネル
- デクスター・キュラスター

クリュセ
- クーデリア・藍那・バーンスタイン
- アトラ・ミクスタ
- フミタン・アドモス
- ノーマン・バーンスタイン
- 朋巳・バーンスタイン
- ハバ
- クッキー・グリフォン
- クラッカ・グリフォン
- 桜・プレッツェル
- フウカ・ウノ
- オルクス
- ククビータ・ウーグ
- 暁

ギャラルホルン
- マクギリス・ファリド / モンターク
- ガエリオ・ボードウィン
- クランク・ゼント
- アイン・ダルトン
- コーラル・コンラッド
- オーリス・ステンジャ
- カルタ・イシュー
- コーリス・ステンジャ
- 石動・カミーチェ
- ラスタル・エリオン
- イオク・クジャン
- ジュリエッタ・ジュリス
- ヴィダール
- ヤマジン・トーカ
- 新江・プロト
- ライザ・エンザ
- イズナリオ・ファリド
- ガルス・ボードウィン
- アルミリア・ボードウィン
- ネモ・バクラザン
- エレク・ファルク

テイワズ
- 名瀬・タービン
- アミダ・アルカ
- ラフタ・フランクランド
- アジー・グルミン
- エーコ・タービン
- ビルト・タービン
- クロエ・タービン
- エヴァ・タービン
- マクマード・バリストン
- メリビット・ステープルトン
- ジャスレイ・ドノミコルス

ブルワーズ
- クダル・カデル
- 昌弘・アルトランド
- ブルック・カバヤン
- ビトー
- アストン→アストン・アルトランド
- デルマ→デルマ・アルトランド
- ペドロ

夜明けの地平線団
- サンドバル・ロイター

ドルトコロニー群
- サヴァラン・カヌーレ
- ナボナ・ミンゴ
- ソウ・カレ
- ニナ・ミヤモリ
- ハジメ・ツジ

アーブラウ
- 蒔苗東護ノ介
- アンリ・フリュウ
- ラスカー・アレジ

その他
- ノブリス・ゴルドン
- アリウム・ギョウジャン
- ガラン・モッサ

### 機動戦士ガンダム 鉄血のオルフェンズ 月鋼
ここには、公式外伝作品『機動戦士ガンダム 鉄血のオルフェンズ 月鋼』に登場する人物を挙げる。
タントテンポ
- アルジ・ミラージ
- ヴォルコ・ウォーレン
- リナリア・モルガトン
- テッド・モルガトン（ダディ・テッド）
- ブブリオ・インシンナ
- ジャンマルコ・サレルノ
- ロザーリオ・レオーネ

ギャラルホルン
- ヴィル・クラーセン
- ジルト・ザルムフォート
- ザザ・フォッシル（ザディエル・ザムルフォート）
- ミーナ・セルリアン（ミーナ・ザムルフォート）
- デイラ・ナディラ
- ジジル・ジジン

その他
- サンポ・ハクリ
- ユハナ・ハクリ
- ナナオ・ナロリナ
- キム・セルリアン

### 機動戦士ガンダム 鉄血のオルフェンズ ウルズハント
ここには、公式スピンオフ作品『機動戦士ガンダム 鉄血のオルフェンズ ウルズハント』に登場する人物を挙げる。
- ウィスタリオ・アファム
- デムナー・キタコ・ジュニア
- コルナル・コーサ
- レンジー・ダブリスコ
- シクラーゼ・マイアー
- 598
- タマミ・ラコウ
- ローム・ザン
- アイコー・ザン
- カチュア・イノーシー

## 『機動戦士ガンダム 水星の魔女』シリーズ
ここには、『機動戦士ガンダム 水星の魔女』におけるA.S.を世界観とする作品に登場する人物を挙げる。

### 機動戦士ガンダム 水星の魔女
ここには、テレビアニメ『機動戦士ガンダム 水星の魔女』に登場する人物を挙げる。
アスティカシア高等専門学園
- スレッタ・マーキュリー
- ミオリネ・レンブラン
- グエル・ジェターク
- エラン・ケレス
- シャディク・ゼネリ
- ニカ・ナナウラ
- チュアチュリー・パンランチ
- ラウダ・ニール
- フェルシー・ロロ
- ペトラ・イッタ
- セセリア・ドート
- ロウジ・チャンテ
- マルタン・アップモント
- ヌーノ・カルガン
- オジェロ・ギャベル
- ティル・ネイス
- リリッケ・カドカ・リパティ
- アリヤ・マフヴァーシュ
- カミル・ケーシンク

ベネリットグループ / MS開発評議会
- デリング・レンブラン
- ラジャン・ザヒ
- ケナンジ・アベリー
- サリウス・ゼネリ
- ヴィム・ジェターク
- ニューゲン
- カル
- ネボラ
- ゴルネリ
- ベルメリア・ウィンストン
- プロスペラ・マーキュリー
- ゴドイ・ハイマノ

フォルドの夜明け
- ナジ・ゲオル・ヒジャ
- ソフィ・プロネ
- ノレア・デュノク
- オルコット
- ベッシ・エンリケ
- グリスタン・ディンバリ
- フィリップ・クー
- マチェイ・ガオ
- ジャリル・リ・ナランカ
- シーシア
- セド・ワンチェク

宇宙議会連合
- フェン・ジュン
- グストン・パーチェ

### 機動戦士ガンダム 水星の魔女 PROLOGUE
ここには、上映アニメ『機動戦士ガンダム 水星の魔女 PROLOGUE』に登場する人物を挙げる。
ヴァナディース機関
- エリクト・サマヤ
- エルノラ・サマヤ
- ナディム・サマヤ
- カルド・ナボ
- ナイラ・バートラン
- ウェンディ・オレント

モビルスーツ開発評議会
- デリング・レンブラン
- サリウス・ゼネリ
- ヴィム・ジェターク
- ラジャン・ザヒ
- ケナンジ・アベリー

### 機動戦士ガンダム 水星の魔女（小説）
ここには、小説版『機動戦士ガンダム 水星の魔女』に登場する人物を挙げる。
- ユーシュラー・ミルザハニ
- ヤヤ・フルーネフェルト
- ユーシェタス・ミルザハニ
- グレイス・チェイン
- ライアン・ツィナー
- レンヴァス・クアイン

### 機動戦士ガンダム 水星の魔女 ヴァナディースハート
ここには、外伝『機動戦士ガンダム 水星の魔女 ヴァナディースハート』に登場する人物を挙げる。
- ヴィルダ・ミレン
- キユウ・ラボット
- ヨシカ・ハイギア
- シジマ・ゾマ
- アルゼン
- イサドラ・カルダン

## ガンプラバトル作品
ここには、ガンプラバトルを扱う世界観に登場する登場人物を挙げる。

### 模型戦士ガンプラビルダーズ ビギニングG
ここには、映像作品『模型戦士ガンプラビルダーズ ビギニングG』の登場人物を挙げる。
- イレイ・ハル
- サカザキ・ケンタ
- ノヤマ・リナ
- コウジ・マツモト
- ボリス・シャウアー
- 店長
- タツ・シマノ
- イレイ・ヒノデ
- イレイ・ウララ
- ダイアン・リー
- サム

#### 模型戦士ガンプラビルダーズJ
ここには、『模型戦士ガンプラビルダーズJ』の登場人物を挙げる。
- ネッキ・タケル
- アリスガワ・ヒカリ
- フィリア・コンティーニ

#### 模型戦士ガンプラビルダーズD
ここには、『模型戦士ガンプラビルダーズD』の登場人物を挙げる。
- アスメ・シンゴ
- ミシマ・サキ
- ミシマ・ダイユウ
- ミシマ・ライ

### ガンダムビルドファイターズ
ここには、テレビアニメ『ガンダムビルドファイターズ』の登場人物を挙げる。
主人公とその家族
- イオリ・セイ
- レイジ（アリーア・フォン・レイジ・アスナ）
- イオリ・リン子
- イオリ・タケシ

私立聖鳳学園
- コウサカ・チナ
- ユウキ・タツヤ（三代目メイジン・カワグチ）
- ゴンタ・モンタ
- オオタケ・アケミ
- サメジマ・ユカリ

第7回ガンプラバトル選手権参加者
- サザキ・ススム
- ヤサカ・マオ
- リカルド・フェリーニ
- キララ/ミホシ
- アラン・アダムス
- アイラ・ユルキアイネン
- ニルス・ニールセン
- グレコ・ローガン
- カトウ
- ガウェイン・オークリー
- カルロス・カイザー
- ルワン・ダラーラ
- レナート兄弟（マリオ・レナート、フリオ・レナート）
- ライナー・チョマー
- ジョン・エアーズ・マッケンジー
- ジュリアン・マッケンジー

その他
- ラルさん
- 珍庵
- ナイン・バルト
- ヤジマ・キャロライン
- セバスチャン
- ミサキ
- 辰三
- マシタ会長
- ベイカー
- C
- ヨセフ・カンカーンシュルヤ

#### ガンダムビルドファイターズ炎
ここには、模型企画『ガンダムビルドファイターズ炎』の登場人物を挙げる。
- コウエン・ユウセイ（紅炎 勇星）
- ナルミ・イコ（鳴海 イコ）
- セイラ・マスオ
- ソガ・ショウタ（蘇我 勝太）
- マツシタ・トシカツ
- ワイユー
- 謎の男マスタージャパン
- ムカサ・カツヒロ
- クサカ・ハルカ
- JUN美（ジュンみ）

#### ガンダムビルドファイターズD（ドキュメント） / A（アメイジング） / AR（アメイジングレディ）
ここには、模型企画及び漫画『ガンダムビルドファイターズD（ドキュメント） / A（アメイジング） / AR（アメイジングレディ）』の登場人物を挙げる。
- ユウキ・タツヤ
- サツキ・トオル
- クラモチ・ヤナ
- アーロン・アッカーソン
- アラン・アダムス
- ジュリアン・マッケンジー
- ジョン・エアーズ・マッケンジー
- エレオノーラ・マクガバン
- コシナ・カイラ
- キヨタカ・フォン・アヴェーヌ
- アキヤマ・レマ/X
- ソメヤ・ショウキ
- XX（ダブルエックス）

#### ガンダムビルドファイターズ プラモダイバー キット&ビルト
ここには、漫画『ガンダムビルドファイターズ プラモダイバー キット&ビルト』の登場人物を挙げる。
- 天神キット（てんじん キット）
- 館山ビルト（たてやま ビルト）
- 烈風ガンマ（れっぷう ガンマ）
- ガルボ
- カチコミの政（カチコミのまさ）

### ガンダムビルドファイターズトライ
ここには、テレビアニメ『ガンダムビルドファイターズトライ』の登場人物を挙げる。
聖鳳学園ガンプラバトル部チーム「トライ・ファイターズ」及び関係者
- カミキ・セカイ
- コウサカ・ユウマ
- ホシノ・フミナ
- カミキ・ミライ
- ラルさん
- コウサカ・チナ
- ホシノ・マリカ

聖鳳学園
- ミヤガ・ダイキ
- シノダ・エリ
- フナキ・サトミ

聖オデッサ女子学園チーム「北宋の壺」及び関係者
- サザキ・カオルコ
- シグレ・マヒル
- サノ・ケイコ
- サザキ・タテオ

都立成練高専科学部チーム「SRSC」
- イシバシ・ダイゴ
- ニシカワ・ショータ
- オカモト・ユキオ

宮里学院高校チーム「Gマスター」
- スドウ・シュンスケ
- サカシタ・ヨミ
- ヤス・メグタ
- スガ・アキラ

区立常冬中学チーム「フェイス」
- イズナ・シモン
- マスダ・ゴロウ
- タニオカ・コウジ
- イズナ・マモル

私立ガンプラ学園チーム「ソレスタルスフィア」
- キジマ・ウィルフリッド
- アドウ・サガ
- キジマ・シア
- アラン・アダムス

我梅学院チーム「ホワイトウルフ」
- マツナガ・ケンショウ
- コシバ・ミノル
- ウズキ・ヨシキ

本牧学園チーム「グレート・K」
- カリマ・ケイ

統立学園チーム「SD-R」
- シキ・トシヤ
- シキ・ノブヤ
- シキ・カズヤ

天大寺学園チーム「ビルドバスターズ」
- サカイ・ミナト
- イサカ・ヒデオ
- サトウ・ハルト
- コデラ・マサミ

グラナダ学園チーム「フォン・ブラウン」
- ルーカス・ネメシス
- アイバ・タイキ
- トミタ・ルイ
- スリガ

天山学園チーム「タイタン」
- イノセ・ジュンヤ
- タジマ・タクヤ
- ナリタ・ヒカル

その他
- 三代目メイジン・カワグチ（ユウキ・タツヤ）
- レディ・カワグチ
- ミホシ
- ヤジマ・ニルス
- ヒビキ
- TAKU（タク）
- カリン
- イオリ・セイ

#### ガンダムビルドファイターズ炎トライ
ここには、模型企画『ガンダムビルドファイターズ炎トライ』の登場人物を挙げる。
- ソウマ・ツバサ
- コウエン・ユウセイ（紅炎 勇星）
- コウエン・ユウカ
- ムトウ・ダイチ

## SDガンダム作品
ここには、SDガンダムを世界観とする舞台に登場する人物を挙げる。

### SDガンダム ムシャジェネレーション
ここには、漫画『SDガンダム ムシャジェネレーション』の登場人物を挙げる。
天主
- 射亜
- 珠童
- 月姫
- 緋色
- 侶蘭

黒の武士団
- 東方不敗
- 弐無馬守

### SDガンダム英雄伝
ここには、漫画『SDガンダム英雄伝』の登場人物を挙げる。
ラクロア
- オルドー・ロード
- シルフィ・ミズリア
- シズ・ミズリア
- フレイ・リーデンス
- フレッド・ロード
- マイン・ロード
- ランド・ストーン

天宮
- 紫苑華月
- 真導大善
- 真導勇座
- 真導雷破
- 竜童寺天承
- 遊嶺斎我山

ザード
- カイオス・マーク・クロウ
- ヒム・サークリッド・ザード29世

東方侵攻軍
- ディスティーナ
- ブレストン
- ラファエル
- ローカイ

西方侵攻軍
- インエイ
- ザンシュ
- ドウカツ
- レンカ

魔凶星
- ウォール
- サー・クイシー
- ペディア